# Wodzisław Śląski
Wodzisław Śląski (niem. Loslau) – miasto w południowej Polsce, w województwie śląskim, siedziba powiatu wodzisławskiego, nad rzeką Lesznicą (Leśnicą).
Miasto lokowano w połowie XIII w. Wodzisław Śląski był siedzibą księstwa i państwa wodzisławskiego. W II. poł. XX w. ośrodek górniczy i przemysłowy. Według danych GUS z 31 grudnia 2021 r. miasto miało 45 571 mieszkańców.

## Położenie

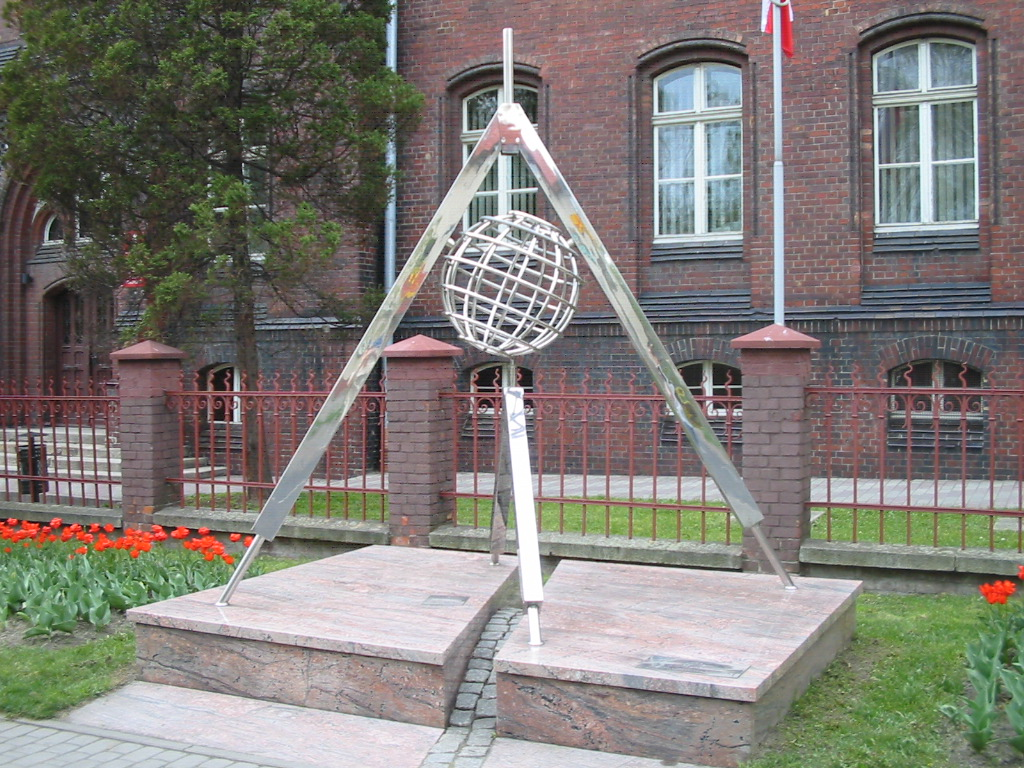
50 równoleżnik Wodzisław Śl. ul. Bogumińska

Miasto geograficznie leży na Płaskowyżu Rybnickim (będącym częścią Wyżyny Śląskiej), nad rzeką Lesznicą, historycznie na Górnym Śląsku.
Miasto położone w południowo-zachodniej części województwa śląskiego przy granicy z Czechami. Wodzisław położony jest w południowej części Płaskowyżu Rybnickiego, nad rzeką Lesznicą (prawy dopływ Olzy). Terytorium Wodzisławia rozciąga się od 49°58′01 do 50°02′14″N i 18°21′16 do 18°31′16″E. Przez miasto przebiega dokładnie równoleżnik 50° szerokości geograficznej północnej.
Według danych z 1 stycznia 2013 powierzchnia miasta wynosi 49,5 km².
Miasto sąsiaduje z gminami: Godów, Gorzyce, Lubomia, Marklowice i Mszana oraz gminami-miastami: Pszów, Radlin.
Przy sprzyjających warunkach atmosferycznych z Wodzisławia można dostrzec pasmo Beskidu Śląsko-Morawskiego ze szczytem Lysá hora (pol. Łysa Góra) oraz góry Beskidu Śląskiego – Czantoria Wielka, Skrzyczne; widoczne są też na zachodzie czeskie góry Jeseniki z górą Pradziad.
W latach 1975–1998 miasto administracyjnie należało do województwa katowickiego.

## Warunki naturalne

### Rzeźba terenu
Miasto leży na wysokości od 210 (Zawada) do 290 m n.p.m. (Wilchwy, Jedłownik). Wodzisław cechuje duża różnica w wysokości względnej sięgająca 80 metrów. Miasto usadowione jest na kilku wzgórzach poprzecinanych głębokimi wąwozami.

### Klimat
Klimat Wodzisławia jest stosunkowo łagodny, wpływają na to bliskie sąsiedztwo rzeki Odry, kompleksy leśne otaczające miasto, a przede wszystkim bliskie sąsiedztwo Bramy Morawskiej. Średnia temperatura roczna kształtuje się w granicach +7 °C do +8 °C. Najcieplej jest w lipcu, najzimniejszym zaś miesiącem jest styczeń. Miasto leży w strefie wiatrów średnich i słabych wiejących najczęściej z kierunku Bramy Morawskiej. Okres wegetacyjny należy do najdłuższych i wynosi 225 dni, kiedy średnia temperatura dnia jest wyższa od 5 °C. Kotlinowate położenie w sąsiedztwie gór oraz nieckowate położenie centrum niekorzystnie odbija się na warunkach termicznych panujących w mieście. Sprzyja to wiosną i jesienią zaleganiu warstw zimnego powietrza w czasie gdy brakuje wiatrów, w wyniku czego występują przymrozki. Średnia roczna suma opadów atmosferycznych należy do wysokich – 786 mm w stosunku do średniej krajowej 600–650 mm. Napływ ciepłych mas powietrza i mieszanie się z chłodniejszymi sprzyja powstawaniu burz – do 30 na rok. Występują także częste opady gradu. Pokrywa śnieżna zalega tu od 60 do 80 dni. Średnia wilgotność powietrza wynosi około 80% i należy do niższych w skali kraju. W rejonie Wodzisławia zaobserwowano wcześniejsze nadejście wiosny oraz opóźnienie początku zimy w stosunku do reszty kraju.

### Przyroda
Lasy:
| Nazwa lasu   | Położenie                          |
| ------------ | ---------------------------------- |
| Las Miejski  | na północny wschód od centrum      |
| Las Leszczok | na wschód od Nowego Miasta         |
| Las Kępa     | na południowy wschód od Radlina II |

Według raportu Światowej Organizacji Zdrowia w 2016 roku Wodzisław Śląski został sklasyfikowany jako piąte najbardziej zanieczyszczone miasto Unii Europejskiej

## Nazwa

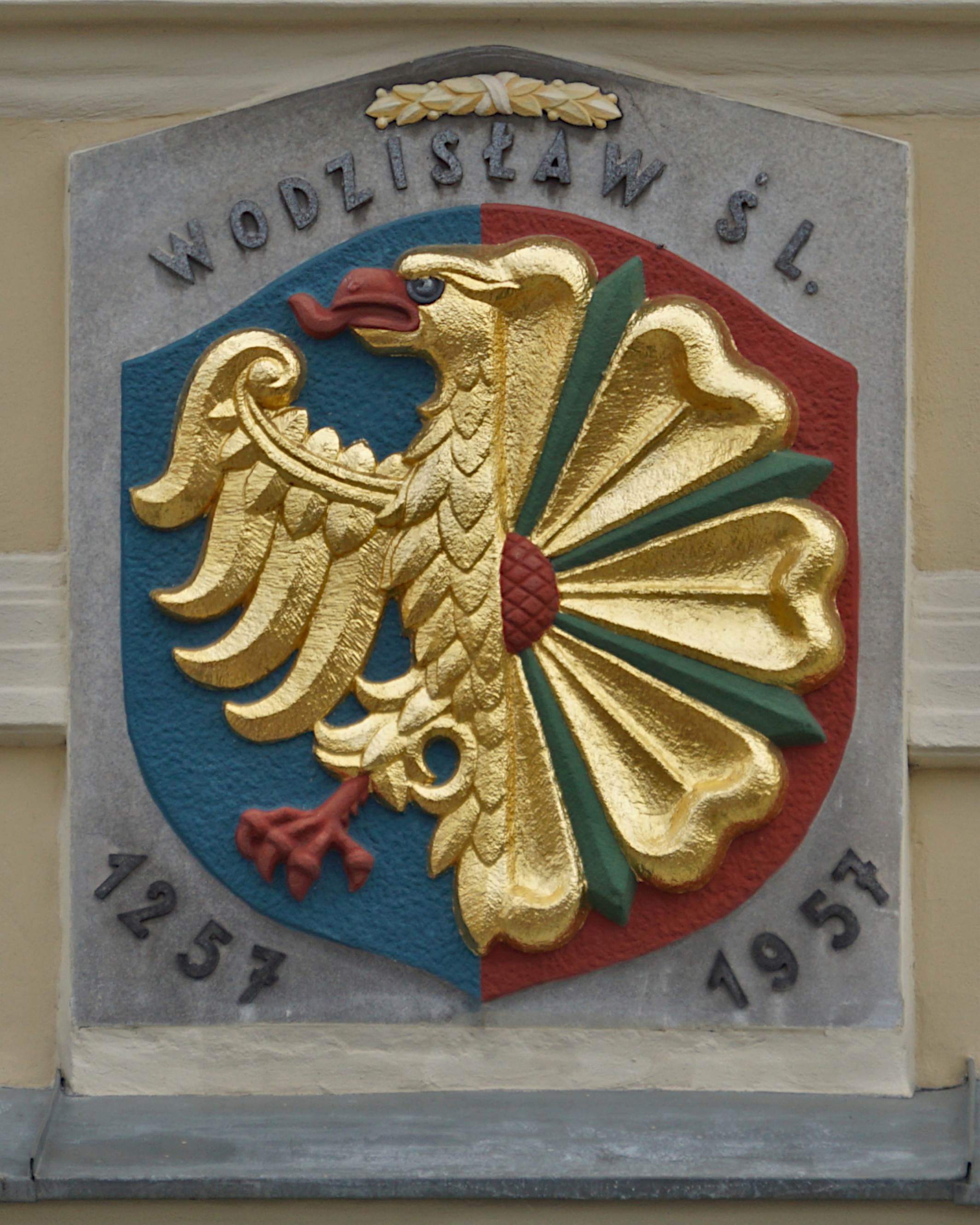
Herb miasta an fasadzie pałacu Dietrichsteinów

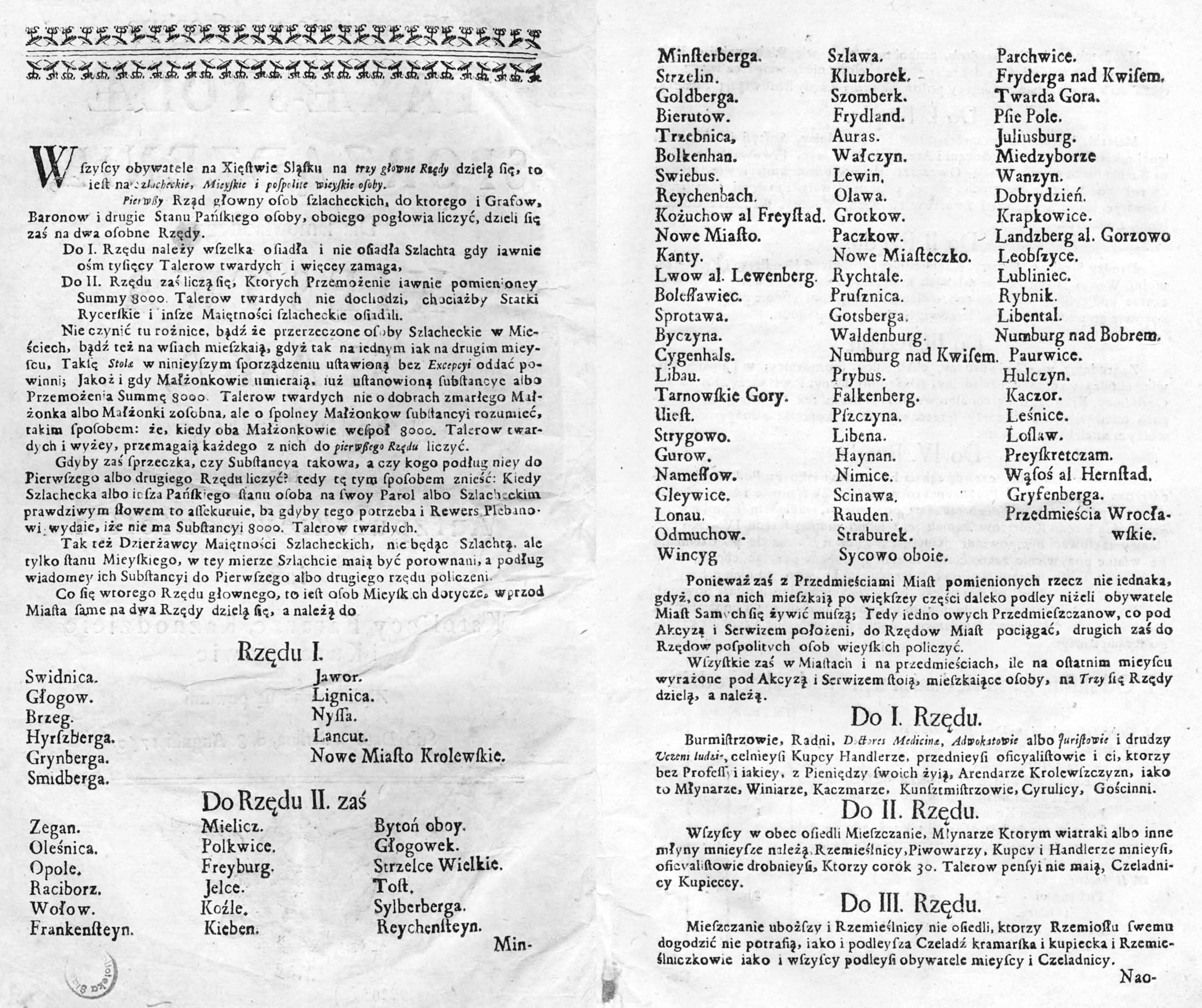
Loslaw wśród innych nazw śląskich miejscowości w urzędowym pruskim dokumencie z 1750 roku wydanym w języku polskim w Berlinie.

Nazwa miasta jest nazwą patronimiczną wywodzącą się od staropolskiego imienia „Wodzisław” derywatu słowiańskiego imienia męskiego Władysław oznaczającego sławnego władcę. Obecnie w nauce panuje zgodny pogląd, że nazwa miasta pochodzi od księcia opolsko-raciborskiego Władysława.
Dawniejsza literatura jak np. Topograficzny opis Górnego Śląska z 1865 roku wywodzi nazwę miasta od księcia z dynastii Piastów – Władysława I Hermana, któremu przypisuje jego założenie we fragmencie „Wahrscheinlich verdankt Ort seine Entstehung dem piastischen herzog Wladislaus I, Hermann genannt, der in den Jahrer: 1082 bis 1102 uber Polen und Schlesien herrschte; wenigstens deutet hierauf der Name, polnisch Wodzisław, alterthumlich Wladislawa, Ladislaw, Loslaw bin.” w tłumaczeniu na język polski „Prawdopodobnie miejscowość zawdzięcza swoje powstanie księciu piastowskiemu Władysławowi I Hermanowi, który w latach 1082–1102 panował nad Polską i Śląskiem; wskazuje na to nazwa, po polsku Wodzisław, dawniej Wladislawa, Ladislaw, Loslaw.”.
Pierwszy zapis z ok. 1295 w księdze łacińskiej Liber fundationis episcopatus Vratislaviensis notuje miejscowość jako Wlodislavia civitate. W księdze wymienione zostały również niektóre wsie, które w procesach urbanizacyjnych zostały wchłonięte przez miasto. Są to obecne dzielnice lub części powiatu jak Radlin wymieniony pod nazwą  Redlino, Biertułtowy pod nazwą Bertoldivilla. W roku 1613 śląski regionalista i historyk Mikołaj Henel z Prudnika wymienił miejscowość w swoim dziele o geografii Śląska pt. Silesiographia podając jej łacińską nazwę: Lossa.
W pruskim urzędowym dokumencie z 1750 roku wydanym języku polskim w Berlinie przez Fryderyka Wielkiego wymieniona jest nazwa Loslaw. W alfabetycznym spisie miejscowości na terenie Śląska wydanym w 1830 roku we Wrocławiu przez Johanna Knie miejscowość występuje pod nazwą niemiecką Loslau oraz obecnie używaną, polską Wodzislaw we fragmencie „Wodzislaw, polnischer Name der im Rybniker Kreise gelegenen Stadt Loslau”. Statystyczny opis Prus z 1837 roku wymienia obok nazwy Loslau także Wodislau.
Polską nazwę Wodzisław w książce „Krótki rys jeografii Szląska dla nauki początkowej” wydanej w Głogówku w 1847 wymienił śląski pisarz Józef Lompa. Słownik geograficzny Królestwa Polskiego wydany na przełomie XIX i XX wieku notuje nazwę miasta pod polskimi nazwami Wodzisław oraz Włodzisław i pod niemiecką Loslau. Polską nazwę Wodzisław, łacińską Wladislavia oraz niemiecką Loslau wymienia również w 1896 roku śląski pisarz Konstanty Damrot.
Łacińska nazwa miejscowości umieszczona była kiedyś w herbie miejskim: „Das Wappen der Stadt enthalt einen halben polnischen Adler und eine halbe Rose mit der Umschrift: Civitatis Wladislavensis 1597”, czyli w tłumaczeniu na język polski „Herb miasta zawiera pół polskiego orła oraz pół róży z podpisem: Civitatis Wladislavensis 1597.”. Katalog herbów niemieckich miejscowości, wydany w 1898 roku we Frankfurcie nad Menem, określa polską nazwę jako Wladislaw.

## Historia

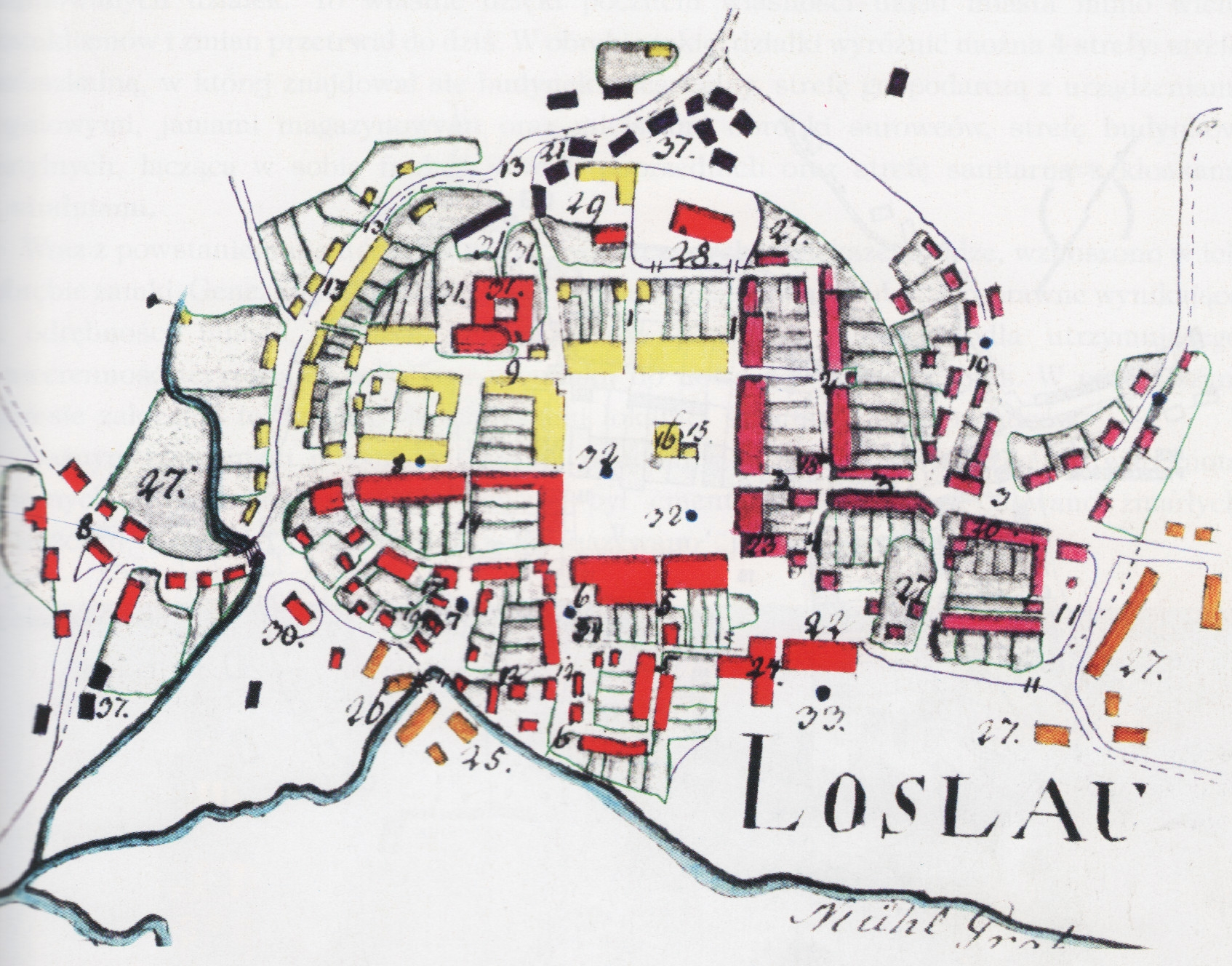
Plan Wodzisławia według Jurzwiczki z 1810 r.

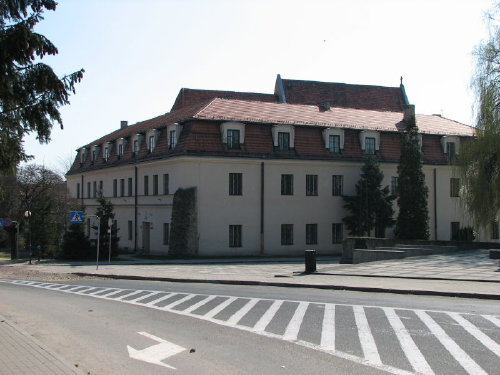
Średniowieczny klasztor minorytów, obecnie siedziba Sądu Rejonowego

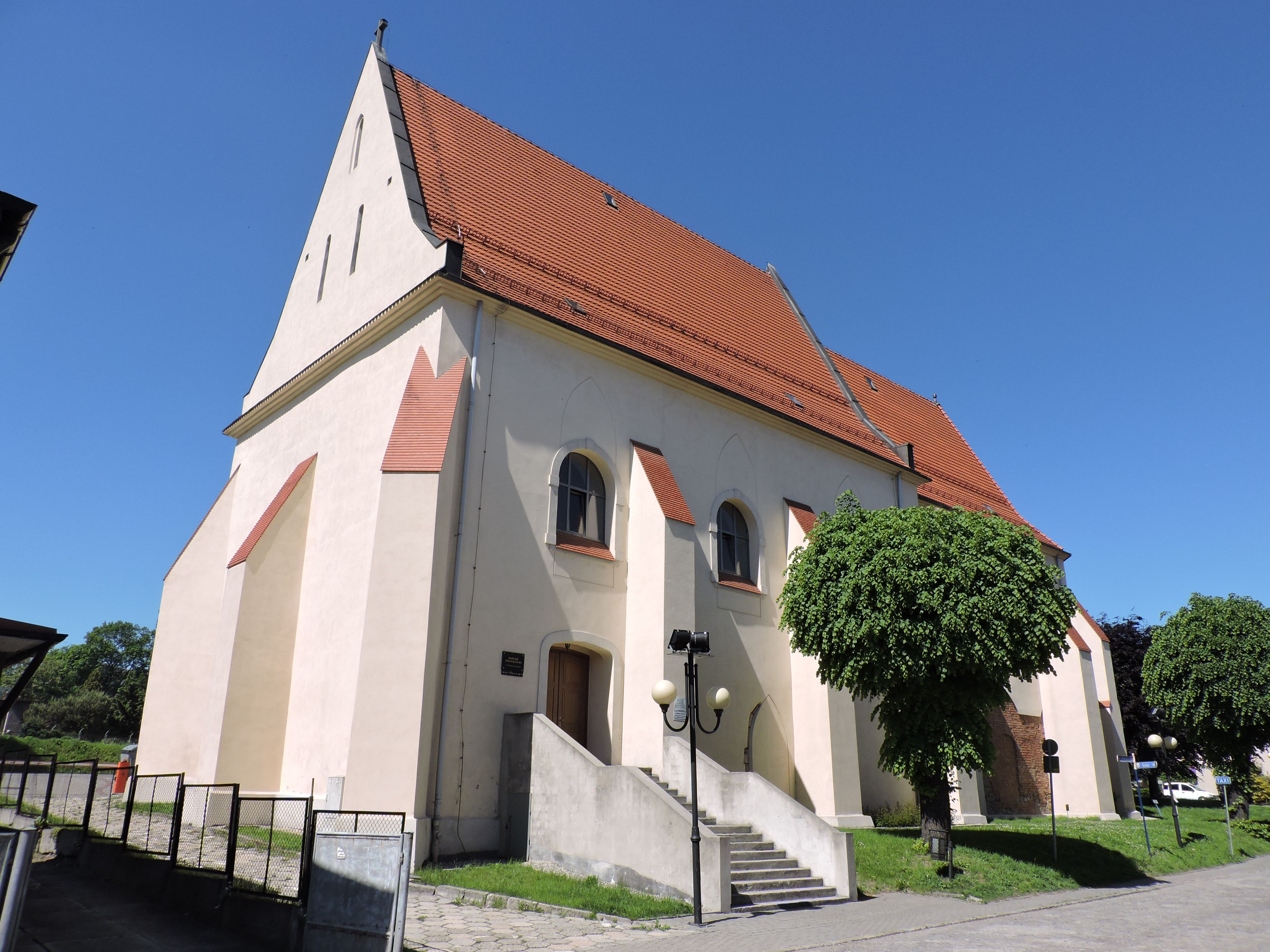
Średniowieczny Kościół Minorytów, obecnie Ewangelicki Kościół Św. Trójcy

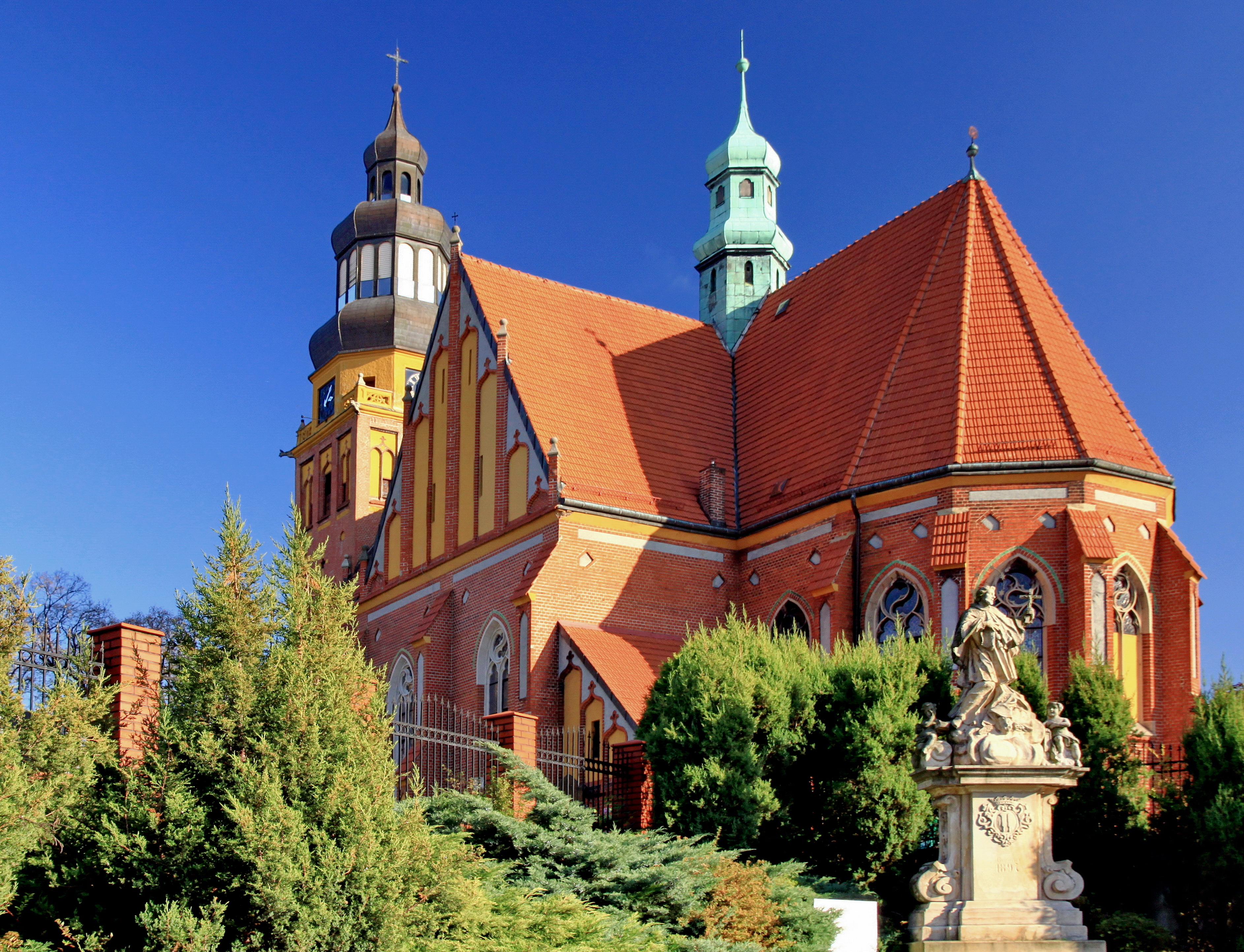
Zabytkowy Kościół Parafialny WNMP

W połowie XIX wieku większość mieszkańców Wodzisławia oraz całego regionu stanowiła ludność polskojęzyczna. Topograficzny opis Górnego Śląska z 1865 roku odnotowuje: „Der grōßte Theil der Einwohner spricht polnisch. Es giebt nur wenige Bürger, deren Muttersprache die deutsche ist, obgleich schon fast der dritte Theil sich auch dieser Sprache bedient”, czyli w tłumaczeniu na język polski „Największa część ludności mówi po polsku. Jest tylko niewielu obywateli, których językiem macierzystym jest niemiecki, mimo że prawie 1/3 posługuje się także tym językiem.”.
Patronem Wodzisławia Śląskiego jest św. Wawrzyniec z Rzymu, diakon i męczennik chrześcijański z III w.n.e. 10 sierpnia 1536 roku miastu zagrażał wzbudzający ogólny strach kataklizm. Wówczas mieszkańcy Wodzisławia postanowili oddać się pod opiekę świętemu Wawrzyńcowi. Miasto zostało ocalone, a świętego uznano za opiekuna wodzisławian.

### Kalendarium
- 1257 – sprowadzenie do Wodzisławia zakonu minorytów, lokacja miasta[22][8]
- przemłom XIII i XIV w. – zniszczenie miasta przez pożar[8]
- 1459 i 1453 – zaatakowanie przez bandy żądające okupu pod groźbą spalenia miasta[23]
- 1502 – powstało ukształtowane Wodzisławskie Państwo Stanowe[23]
- 1618 – spalenie miasta i zamku, wraz z dokumentacją przywilejów[24]
- 1668–1685 – właścicielem Wodzisławia i ziemi wodzisławskiej był biskup ostrzyhomski György Szelepcsényi[24]
- 1685 – Wodzisław wraz z okolicą przeszedł w ręce hrabiego Ferdynanda von Dittrichstein[23]
- 1738 – właścicielem Wodzisławia został Guidobald J. Dittrichstein[23]
- 1780 – państwo wodzisławskie przejął Heinrich L. von Reichenbach[24]
- 1795 – nowy właściciel Wodzisławia (i ziemi wodzisławskiej) August von Ponin-Poniński[24]
- 1798 – Wodzisław został odsprzedany hrabiemu von Strachwitzowi[24]
- 1809 – pierwsze wybory władz miejskich[24]
- 1810 – przejęcie przez państwo zabudowań klasztornych; wybuch powstania chłopskiego pod przewodnictwem sołtysa z Jedłownika – Józefa Bieni[25]
- 1822 – 12 czerwca, pożar strawił całe miasto[25]
- 1830 – przekazanie kościoła przyklasztornego gminie ewangelickiej[25]
- 1841–1851 – właścicielem Wodzisławia i okolic był Aleksander von Oppersdorf[24]
- 1847 – tereny Wodzisławia i okolic nawiedziła klęska powszechnego głodu połączonego z epidemią tyfusu[24]
- 1882 – Wodzisław otrzymał połączenie kolejowe z Boguminem (cs. Bohumin) i Rybnikiem[25]
- 1919–1921 – trzy powstania śląskie[25]
- 1921 – w plebiscycie zwycięstwo opcji proniemieckiej, mimo to miasto zostaje przyznane przez Ligę Narodów Rzeczypospolitej Polskiej[24]
- 1922 – wkroczenie do miasta Wojska Polskiego[26]
- 1939 – 1 września, Niemcy zajęli Wodzisław[26]
- 1945 – styczeń, do Wodzisławia dotarł marsz śmierci z obozów w Oświęcimiu i okolicznych podobozów[26]
- 1945 – 26 marca, do Wodzisławia wkroczyła Armia Czerwona i I Czechosłowacka Brygada Pancerna[26]
- 1946 – 1 stycznia, włączono do miasta gminę Jedłownik[27]
- 1954 – utworzono powiat wodzisławski[24]
- 1960 – otwarcie kopalni „1 Maja” (na uroczystość przybywa premier rządu PRL Józef Cyrankiewicz)[28],
- 1972 – włączenie do miasta gromady Wilchwy oraz wsi: Marusze i Turzyczka[24]
- 1975 – likwidacja powiatu, przyłączenie do Wodzisławia Śląskiego miast: Pszów, Radlin, Rydułtowy oraz gminy Marklowice
- 1988 – 19 sierpnia, doszło do strajku okupacyjnego na KWK 1 Maja[24]
- 1992 – 1 stycznia, nastąpiło odłączenie Rydułtów od Wodzisławia
- 1995 – 1 stycznia, od miasta odłączyły się Marklowice i Pszów[24]
- 1997 – 1 stycznia, od miasta odłączył się Radlin
- 1999 – 1 stycznia, został reaktywowany powiat wodzisławski
- 2001 – zamknięto jedyną w mieście kopalnię KWK "1 Maja"[29]
- 2017 – 9 października, pierwsza wizyta Prezydenta Polski Andrzeja Dudy w Wodzisławiu[30]

## Demografia
Wodzisław Śląski początkowo był jednym z największych miast na Górnym Śląsku z czasem jednak w wyniku wojen i klęsk żywiołowych stał się małym miastem. Ponowny intensywny rozwój Wodzisławia przypada na lata 60. i 70. XX wieku.
Historia zaludnienia Wodzisławia Śląskiego:
- 1400 – ok. 600 os.
- 1450 – 1050 os.
- 1550 – 1100 os.
- 1692 – 675 os.
- 1753 – 768 os.
- 1812 – 1324 os.[24]
- 1840 – >1919 os.[24]
- 1843 – 1990 os.[31]
- 1860 – 2408 os.
- 1892 – 2536 os.[31]
- 1956 – 6 900 os.[32]
- 1965 – 16 862 os.
- 1975 – 101 901 os.[33]
- 1984 – 107 700 os.[34]
- 1990 – 113 195 os.

Wykres liczby ludności Wodzisławia Śląskiego na przestrzeni ostatnich 85 lat:
Największą populację Wodzisław Śląski odnotował w 1991 roku (przed odłączeniem się Rydułtów).
Dane o ludności z 31 grudnia 2023:
| Opis                                | Ogółem | Ogółem | Kobiety | Kobiety | Mężczyźni | Mężczyźni |
| ----------------------------------- | ------ | ------ | ------- | ------- | --------- | --------- |
| Jednostka                           | osób   | %      | osób    | %       | osób      | %         |
| Populacja                           | 44 833 | 100    | 23 341  | 52,06   | 21 492    | 47,94     |
| Wiek przedprodukcyjny (0–17 lat)    | 7565   | 16,87  | 3645    | 8,13    | 3920      | 8,74      |
| Wiek produkcyjny (18–65 lat)        | 26 084 | 58,18  | 12 298  | 27,43   | 13 786    | 30,75     |
| Wiek poprodukcyjny (powyżej 65 lat) | 11 184 | 24,95  | 7398    | 16,5    | 3786      | 8,44      |

Piramida wieku mieszkańców Wodzisławia Śląskiego:

## Dzielnice

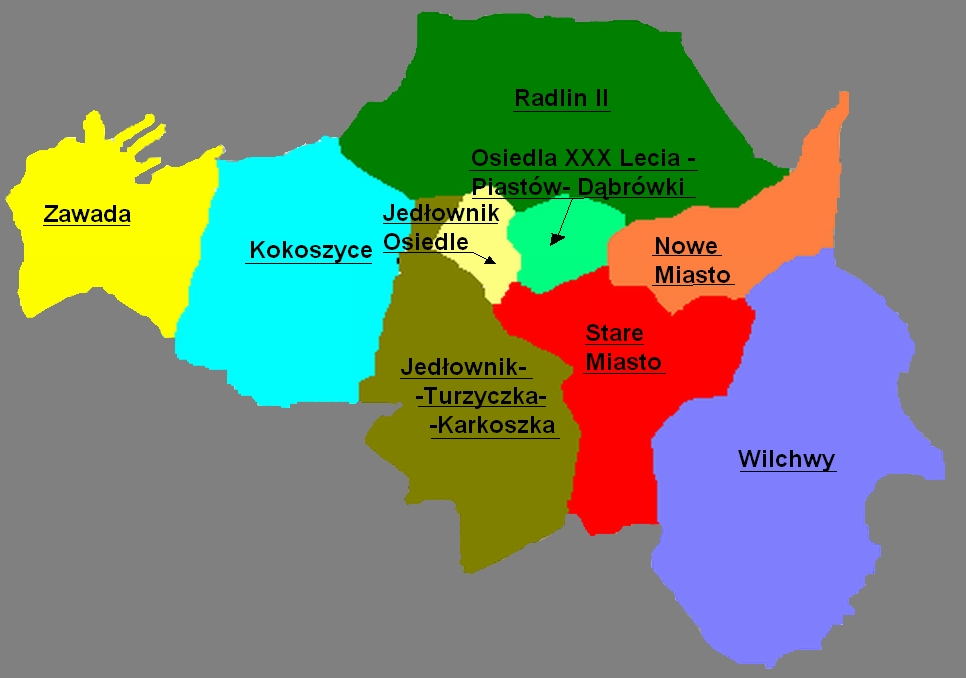
Wodzisław podzielony jest administracyjnie na 9 jednostek pomocniczych – dzielnic

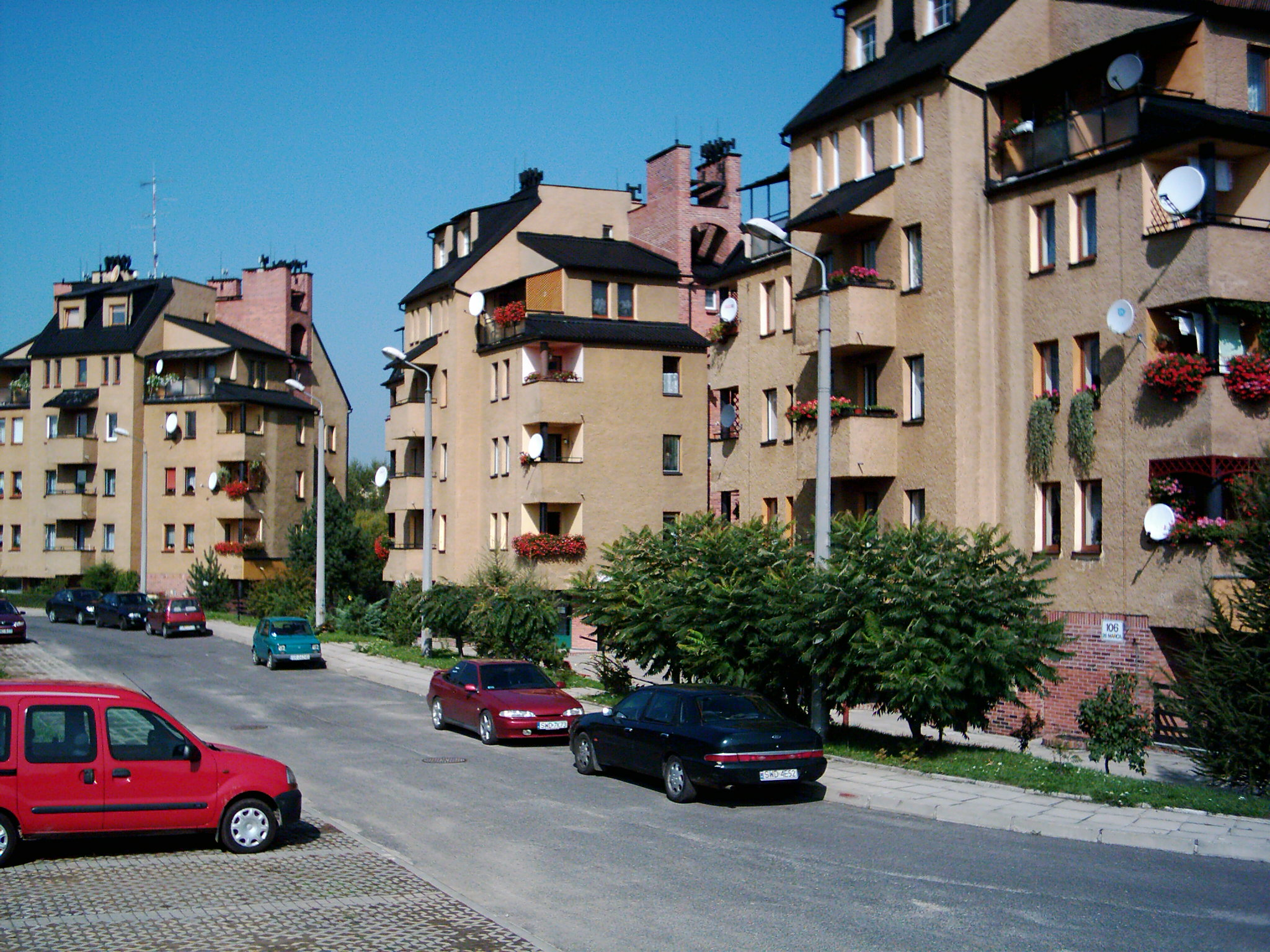
Osiedle im. Staszica na Nowym Mieście

Miasto na podstawie uchwały Nr XVII/156/96 Rady Miejskiej w Wodzisławiu Śląskim z 28 czerwca 1996 zostało podzielone na 9 dzielnic:
- Jedłownik Szyb
- Jedłownik – Turzyczka – Karkoszka
- Kokoszyce
- Nowe Miasto
- Radlin II
- Stare Miasto
- Trzy Wzgórza
- Wilchwy
- Zawada

Miejscowości, które kiedyś były dzielnicami Wodzisławia Śląskiego:
Marklowice, Pszów, Radlin I, Rydułtowy.
W latach 1945–1954 miasto było siedzibą wiejskiej gminy Wodzisław Śląski.

## Gospodarka

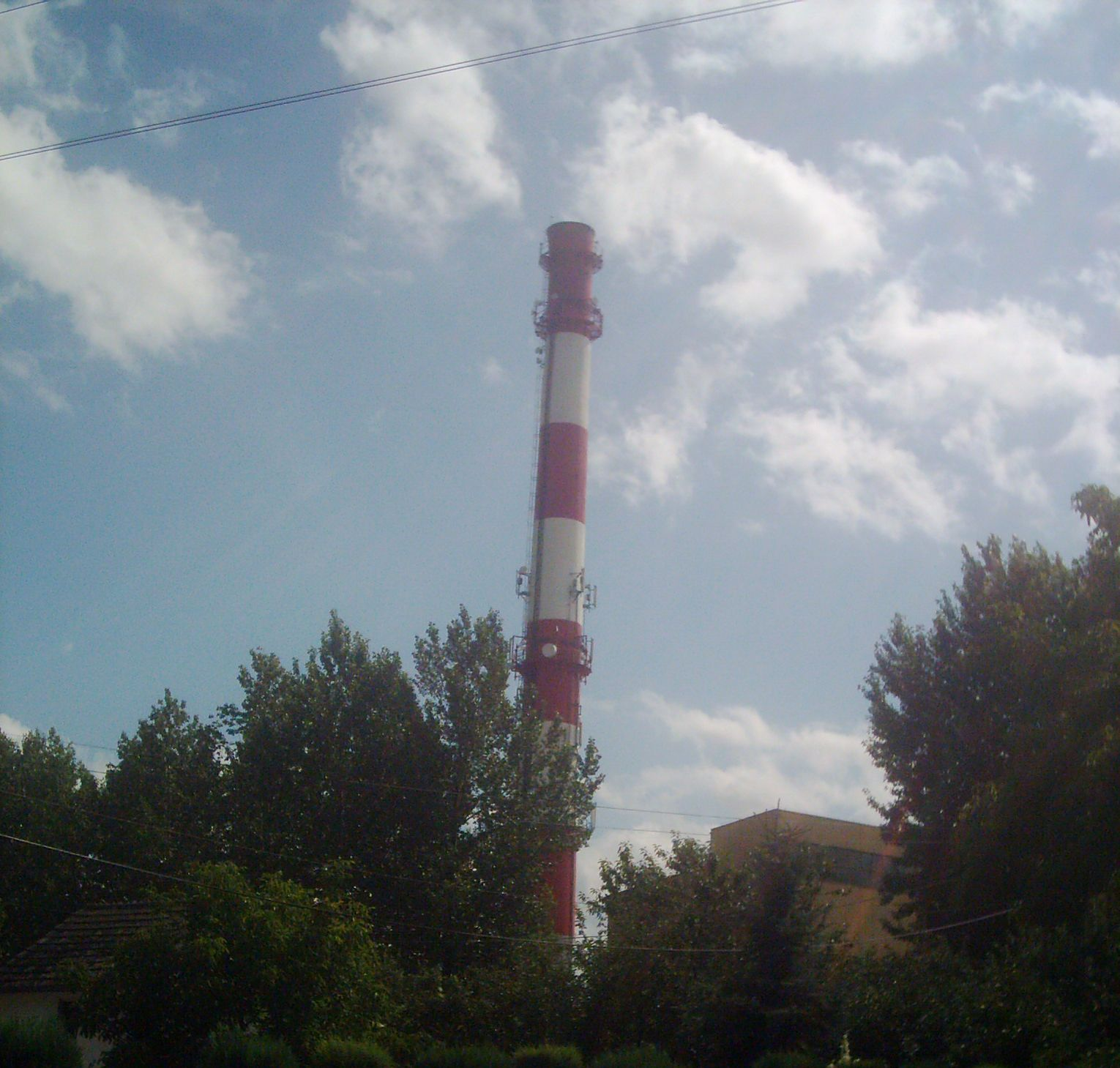
Komin ZC w Wodzisławiu Śląskim widziany jest z całego Wodzisławia i okolic

Wodzisław Śląski jest ośrodkiem administracyjnym powiatu wodzisławskiego, węzłem drogowym. W mieście znajduje się stacja kolejowa na linii Katowice – Bogumin. Miasto jest również centrum handlowym dla powiatu. W Wodzisławiu działają wytwórnia koncentratów spożywczych „Agro Wodzisław”, fabryki okien: "Eko-Okna", „Termo Profil” i „KNS”; fabryka masztów „Alumast”, fabryka flag „Flagowa Kraina”, przedsiębiorstwa: „Pol-Eko-Aparatura”, „Azis Mining Service”, „Grilex”, KES Poland; młyn „Złoty Kłos” oraz siedziba firmy „ITUM” sp. z o.o.
W Wodzisławiu Śląskim znajdują się tereny inwestycyjne włączone do Katowickiej Specjalnej Strefy Ekonomicznej.
W mieście znajdują się trzy ciepłownie: ZC Wodzisław Śląski, C. Jedłownik oraz EC 1 Maja.

### Handel
W Wodzisławiu działa galeria handlowo-rozrywkowa – „Galeria Karuzela” oraz kilkanaście supermarketów i dyskontów.

## Transport

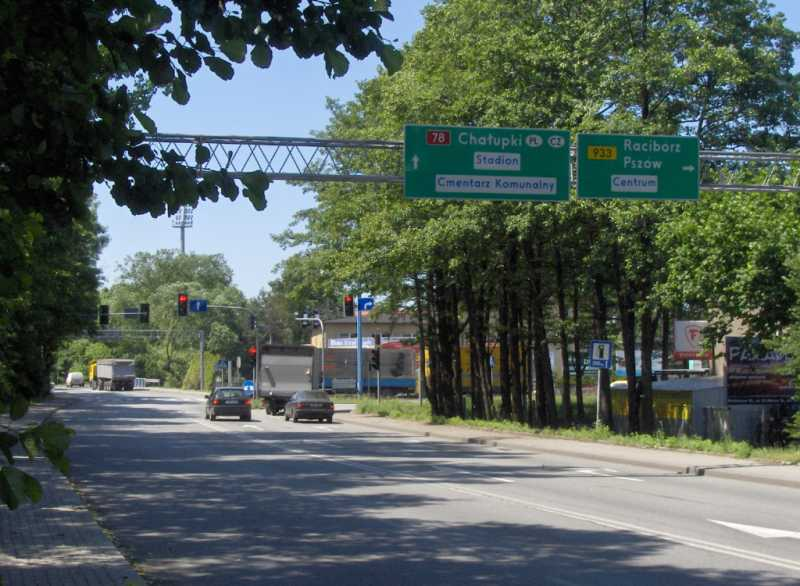
Skrzyżowanie DK78 z DW933 w Wodzisławiu Śl.

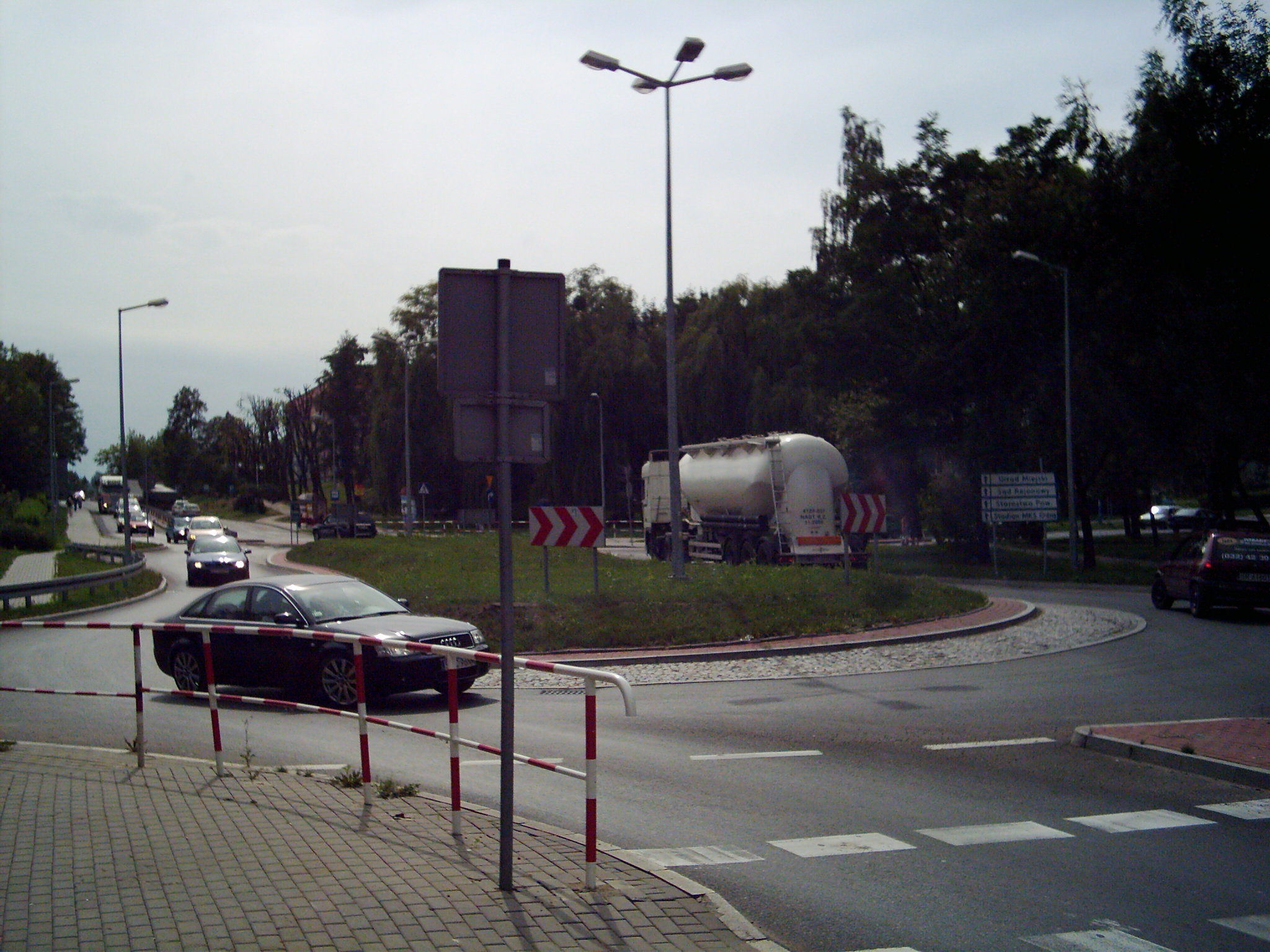
Rondo Karviny – rondo w kształcie ósemki na DK78

Wodzisław Śląski jest węzłem transportowym w południowej części województwa śląskiego.

### Transport drogowy
Przez miasto przebiega kilka szlaków drogowych:
- Droga krajowa nr 78 (Chałupki – Wodzisław Śląski – Rybnik – Gliwice – Zawiercie – Chmielnik); pośrednio łącząca również – poprzez most nad Odrą w Chałupkach – m.in. czeską Ostrawę z Górnośląskim Okręgiem Przemysłowym.
- trzy drogi wojewódzkie:
  - DW 932 (Wodzisław Śląski – Żory),
  - DW 933 (Racibórz – Wodzisław Śląski – Jastrzębie-Zdrój – Pszczyna – Chrzanów),
  - DW 936 (Wodzisław Śląski – Krzyżanowice).
- Obwodnica miejska tzw. „Droga Zbiorcza” – obwodnica przebiega ulicami: Matuszczyka – 26 Marca, od ronda przy Tesco ul. Armii Krajowej, krzyżując się z DK 78, przebiegając nad torami kolejowymi i łącząc się z Marklowicką – Łużycką (DW932). Obwodnica pozwala więc przedostać się z ul. Pszowskiej do ul. Marklowickiej omijając centrum miasta. Budowę obwodnicy rozpoczęto w kwietniu 2010 r[38], zakończono w maju 2012.

W pobliżu miasta znajduje się kilka zjazdów z przebiegającej przez sąsiednie gminy autostrady:
- Autostrada A1 (Gdańsk – Toruń – Łódź – Piotrków Trybunalski – Częstochowa – Gliwice – Wodzisław Śląski – Gorzyczki)

#### Planowane drogi
- Droga Główna Południowa (Racibórz – Wodzisław Śląski – Jastrzębie-Zdrój)

#### Ulice i place miasta
W Wodzisławiu Śl. znajduje się ponad 200 ulic i kilkanaście placów.
Drogi te dzielą się na:
- drogi krajowe – łącznie na terenie miasta 5,6 km
- drogi wojewódzkie – łącznie na terenie miasta 15,3 km
- drogi powiatowe – łącznie 53,0 km
- drogi gminne – łącznie 97,9 km

Wodzisław Śl. posiada obecnie 8 rond.
| Nazwa ronda   | Skrzyżowanie ulic                                      | Dzielnica    |
| ------------- | ------------------------------------------------------ | ------------ |
| św. Floriana  | Radlińska – Chrobrego – Kominka                        | Radlin II    |
| 750-lecia     | Jastrzębska – Witosa – Kubsza                          | Stare Miasto |
| Alanya        | 26 Marca – Piłsudskiego – Daszyńskiego – plac Gladbeck | Stare Miasto |
| Karviny       | Jana Pawła II – Rybnicka – Witosa – Dworcowa           | Nowe Miasto  |
| Sallaumines   | 26 Marca – Armii Krajowej                              | Nowe Miasto  |
| św. Wawrzyńca | 26 Marca – Jana Pawła II                               | Nowe Miasto  |
| Nowomiejskie  | Radlińska – 26 Marca – Matuszczyka                     | Nowe Miasto  |
| Europejskie   | Rybnicka – Armii Krajowej                              | Nowe Miasto  |

### Transport kolejowy

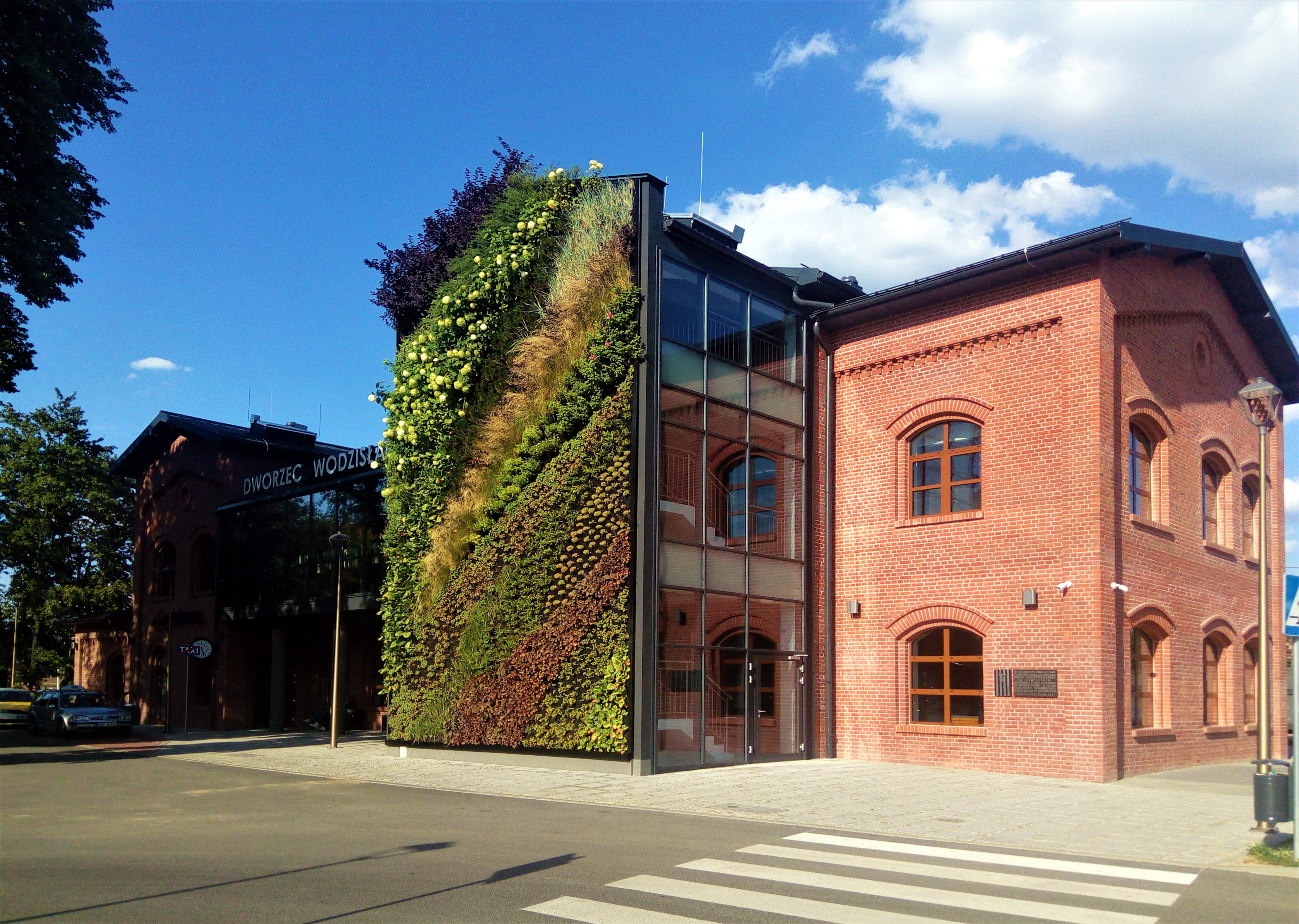
Dworzec PKP w Wodzisławiu Śląskim

Wodzisław Śląski jest węzłem kolejowym na trasie Katowice – Rybnik – Chałupki – Bogumin, oraz dla pobliskich kopalń i zakładów pracy. Przez miasto przebiegają linia kolejowa nr 158 Rybnik Towarowy – Wodzisław Śląski – Chałupki; Linia kolejowa nr 876 Wodzisław Śląski – Kopalnia Marcel oraz linia kolejowa Wodzisław Śląski – Szyb Marklowice. Przez Wodzisław przebiegają również obecnie nieczynne linie kolejowe nr 159 i 875.
Miasto posiada dworzec kolejowy znajdujący się na stacji: Wodzisław Śląski oraz przystanki osobowe Wodzisław Śląski Centrum i Wodzisław Śląski Radlin. Na stacji kolejowej Wodzisław Śląski zatrzymują się regionalne pociągi Kolei Śląskich, Polregio oraz PKP Intercity do Warszawy, Ostrawy, Pragi, Bratysławy, Wiednia oraz Budapesztu. Na przystankach kolejowych Wodzisław Śląski Centrum i Wodzisław Śląski Radlin zatrzymują się wyłącznie pociągi Kolei Śląskich.

### Zbiorowy transport miejski
W Wodzisławiu działa kilka przedsiębiorstw transportu zbiorowego. Transport zbiorowy w mieście charakteryzuje się dużym stopniem rozdrobnienia. Wodzisław posiada własną komunikację miejską (organizator: Urząd Miasta Wodzisław Śląski), której autobusy malowane są na żółto-czerwono z niebieskim paskiem i logiem Komunikacja Miejska Wodzisław Śląski. W Wodzisławiu kursują również autobusy organizowane przez Międzygminny Związek Komunikacyjny (MZK) z siedzibą w Jastrzębiu Zdroju. Funkcjonuje także komercyjna linia prywatnego przewoźnika Kłosok Żory. Połączenia z gminami na terenie powiatu wodzisławskiego obsługuje również PKS Racibórz na zlecenie starostwa powiatowego. Nie istnieje żadna forma integracji taryfowo-biletowej, ani żadne planowe skomunikowania pomiędzy autobusami różnych organizatorów.

## Architektura

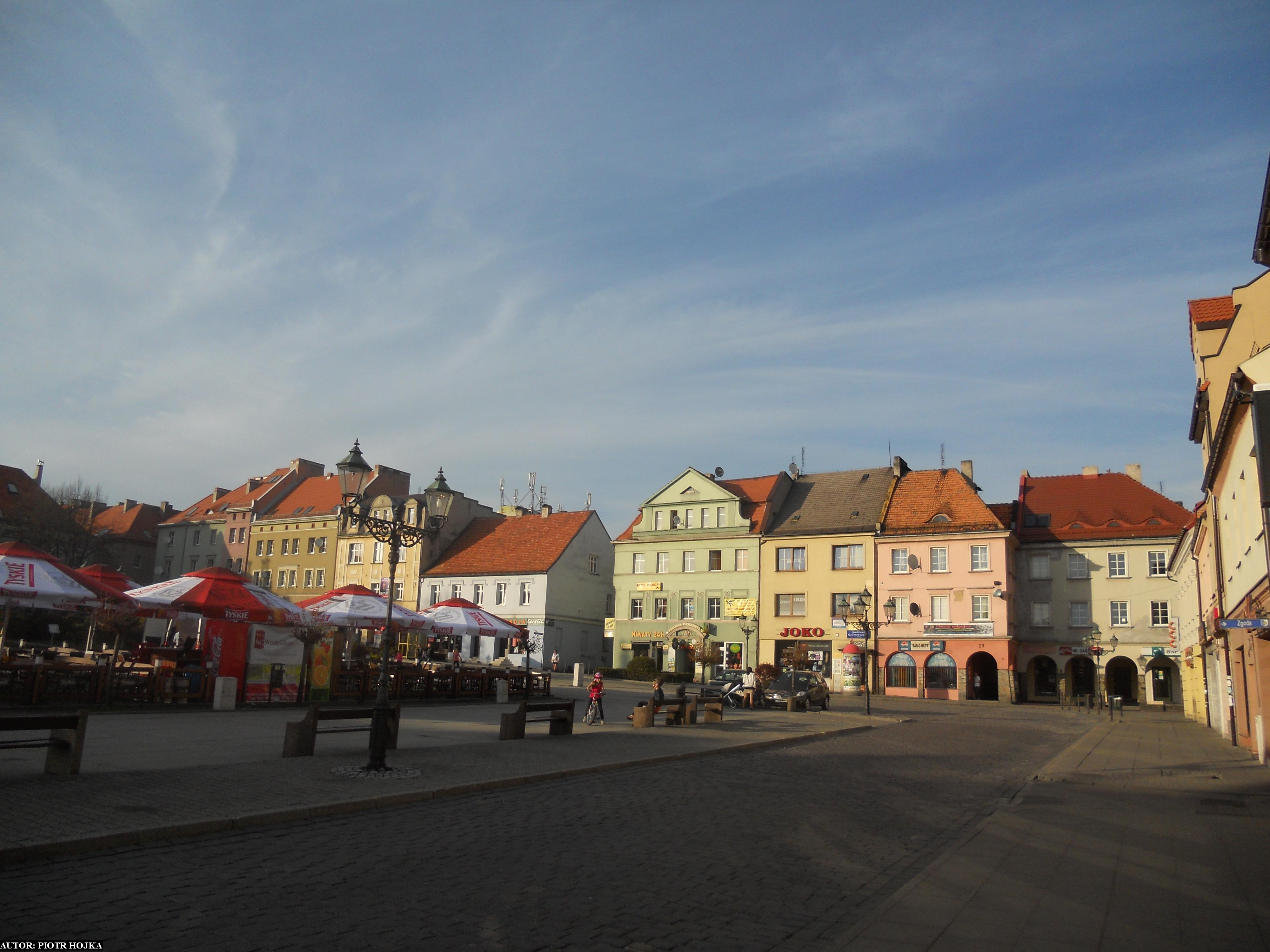
Zabytkowe Kamienice na Rynku

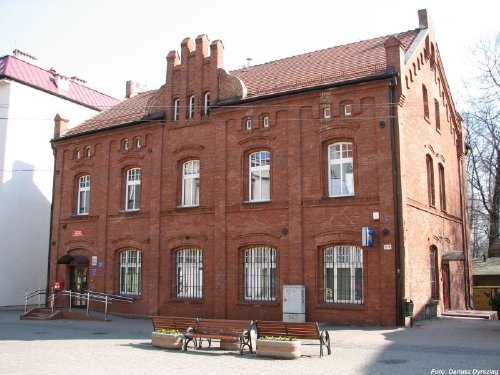
Neogotycki budynek Poczty z ok. 1880 r.

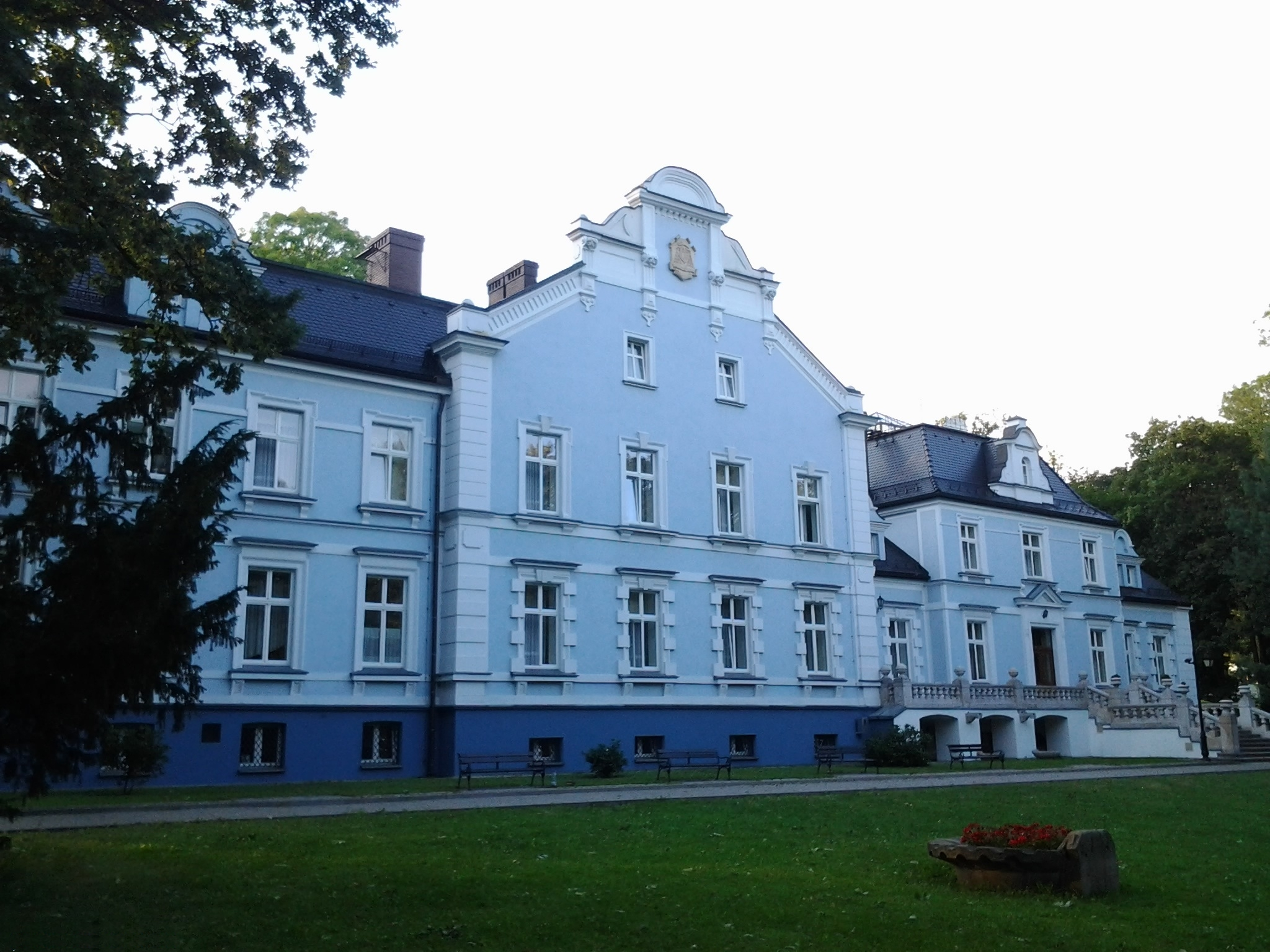
Archidiecezjalny Zespół Pałacowo Parkowy

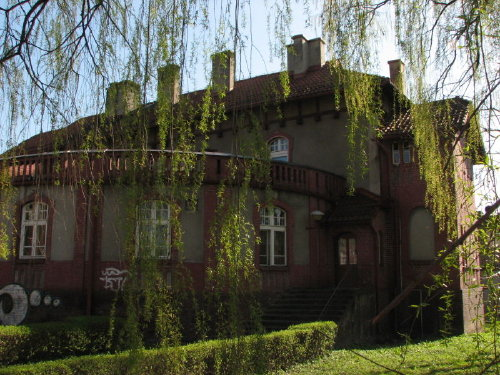
Neogotycki budynek Sanepidu

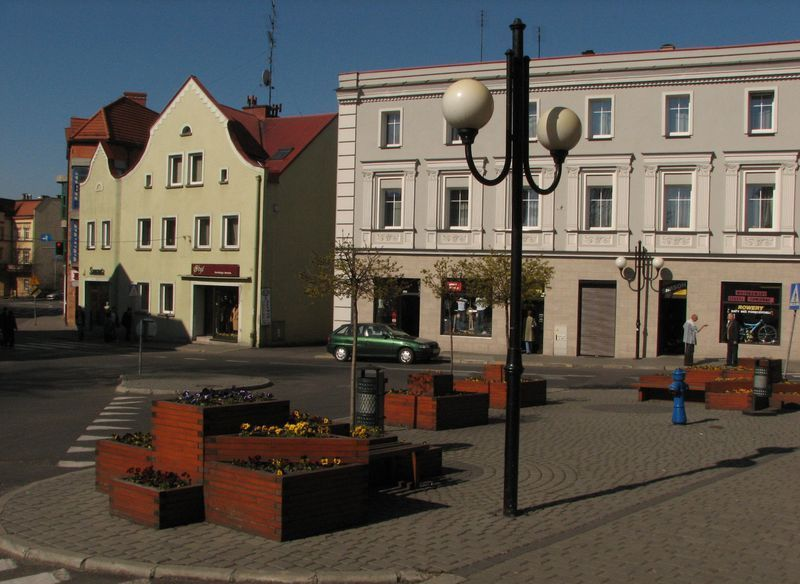
Historyczne Raciborskie Przedmieście, obecnie plac Świętego Krzyża

### Zabytki
- rynek staromiejski, rynek i zabytkowy średniowieczny układ urbanistyczny miasta w tym kamienice z XVIII i XIX w.
- Pałac Dietrichsteinów z lat 1742–1745, obecnie Muzeum Regionalne
- kościół pw. Św. Trójcy, z XIV w., obecnie kościół ewangelicki, najstarszy budynek Wodzisławia i jeden ze starszych kościołów na Górnym Śląsku. Wcześniej należał do klasztoru franciszkanów
- klasztor franciszkański z XVII, obecnie budynek Sądu Rejonowego
- Baszta Rycerska z 1867 w lesie na historycznym Grodzisku
- kościół WNMP z lat 1909–1911. Na fundamentach kościoła gotyckiego z 1599
- Zespół pałacowo parkowy w Wodzisławiu Śląskim – Kokoszycach z przełomu XVIII i XIX w. obecnie Dom Rekolekcyjny i Park Archidiecezji Katowickiej
- kościół pw. Podwyższenia Krzyża Świętego (Zawada)
- Pałac w Jedłowniku z XIX wieku – obecnie Dom Opieki Społecznej „Caritas”; dla upośledzonych dziewcząt Zgromadzenia Sióstr Opatrzności Bożej
- budynki Wojewódzkiego Szpitala Chorób Płuc z XIX (pawilon główny, willa lekarska, elektrownia, park)
- budynki Urzędu Miasta z XIX
- figura św. Jana Nepomucena z 1745 roku przy kościele pw. WNMP
- kaplica św. Jana Nepomucena w Kokoszycach XVIII w.
- średniowieczne, monolitowe krzyże pokutne
- kościół pw. Św. Marii Magdaleny (Radlin II) z początku XX

Pełna lista zabytków:
Kościół drewniany z XVII pw. św. Barbary i św. Józefa w Jastrzębiu Dolnym. Został przeniesiony z dzielnicy Wodzisławia Śląskiego – Jedłownika w 1974. Dzisiejszy wygląd kościoła zapewne odbiega od pierwowzoru, gdyż w 1888 budynek gruntownie odrestaurowano oraz przebudowano. Kościół jest budowlą drewnianą, składającą się konstrukcji zrębowej oszalowanej deskami.

### Nieistniejące obiekty
- Drewniany kościół pw. Św. Krzyża na placu Św. Krzyża, obecnie w miejscu tym stoi pamiątkowy pomnik oraz krzyż.
- Stara Synagoga, drewniana, istniejąca w latach 1798–1822, spłonęła w wielkim pożarze miasta
- Synagoga, murowana, wybudowana w 1826, obecnie sklep

### Zieleń miejska
Parki miejskie:
- Park Zamkowy – Stare Miasto
- Park Zabytkowy Diecezjalny – Kokoszyce
- Rodzinny Park Rozrywki Trzy Wzgórza – Trzy Wzgórza

Pomniki przyrody:
- 5 dębów szypułkowych – Las Miejski
- 2 dęby szypułkowe – Park Zabytkowy Diecezjalny

### Pomniki i miejsca pamięci narodowej

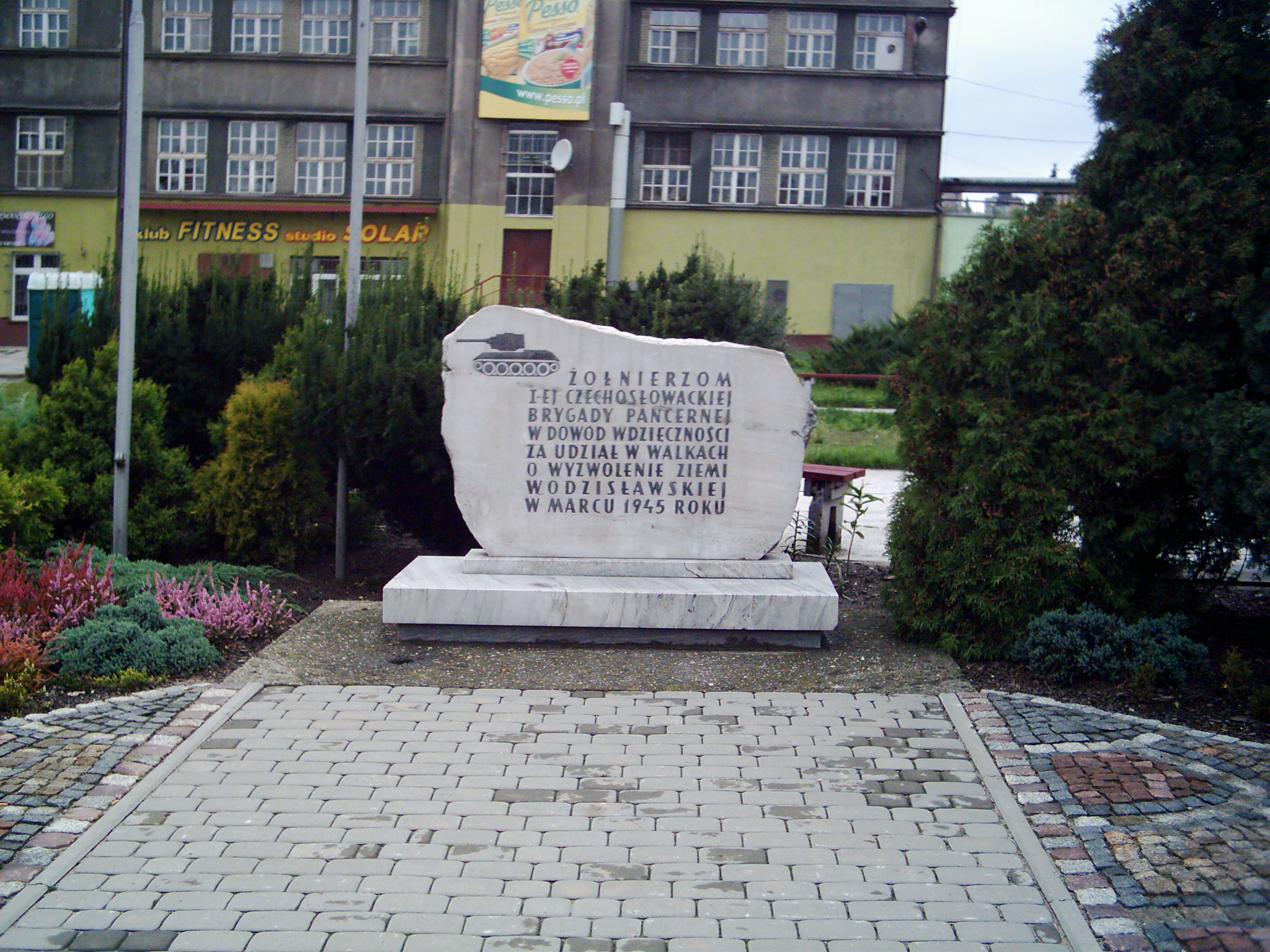
Pomnik ku czci żołnierzy I Brygady Pancernej Armii Czechosłowackiej na placu Gladbeck

- Tablica upamiętniająca egzekucję 30 więźniów KL Auschwitz-Birkenau w styczniu 1945 na terenie stacji kolejowej w Wodzisławiu Śląskim, Dworzec PKP
- Tablica upamiętniająca śmierć 10 więźniów KL Auschwitz-Birkenau podczas ewakuacji w styczniu 1945
- Miejsce spoczynku ofiar marszu śmierci z pomnikiem i tablicą, ul. Ofiar Oświęcimskich
- Głaz upamiętniający bunt chłopów 1811–1818 prowadzony przez Józefa Bienię sołtysa z Jedłownika, ul. Kubsza
- Pomnik upamiętniający uczestników III powstania śląskiego z tablicami: „Oddali swe życie Za Ojczyznę w obozach koncentracyjnych, uchodźstwie i w miejscu”
- Pomnik Powstańców Śląskich na placu Korfantego
- Obelisk z tablicą poświęcony poległym bohaterom Armii Czerwonej na „Żydowinie”
- Tablica upamiętniająca bohaterskie zmagania ludu śląskiego o wyzwolenie społeczne i narodowe w latach 1918–1921 i 1939–1945
- Grób zbiorowy wojenny więźniów byłego obozu zagłady KL Auschwitz-Birkenau zamordowanych przez hitlerowców – pomnik nagrobny, ul. Jodłowa
- Pomnik ku czci żołnierzy I Czechosłowackiej Brygady Pancernej poległych w czasie wyzwalania ziemi wodzisławskiej spod hitlerowskiej okupacji
- Cmentarz parafialny. Mogiła wojenna Stanisława Gładkiego, kaprala 3 Pułku Ułanów, poległego 1 września 1939
- Cmentarz Parafialny – Grób wojenny Józefa Styrnola uczestnika III Powstania Śląskiego
- Cmentarz parafialny. Mogiła zbiorowa wojenna 10 walczących w 8 kompanii 14 pułku piechoty poległych w III Powstaniu Śląskim
- Mogiła zbiorowa wojenna żołnierzy niemieckich poległych w 1945
- Grób wojenny Edwarda Sosny, poległego 26 marca 1945 – pom. nagr., Cmentarz Parafialny
- Grób wojenny Zbyszka Pawelca, chorążego Armii Krajowej poległego 10 czerwca 1944 – pomnik nagrobny, Cmentarz Parafialny
- Zbiorowa mogiła wojenna 19 żołnierzy I Czechosłowackiej Brygady Pancernej poległych w walkach o wyzwolenie ziemi wodzisławskiej w marcu 1945 – pomnik nagrobny na „Żydowinie”
- Tablica upamiętniająca nieznanego więźnia KL Auschwitz-Birkenau, ofiarę „marszu śmierci” w styczniu 1945

## Oświata
- Przedszkola
  - 16 przedszkoli
- Szkoły podstawowe

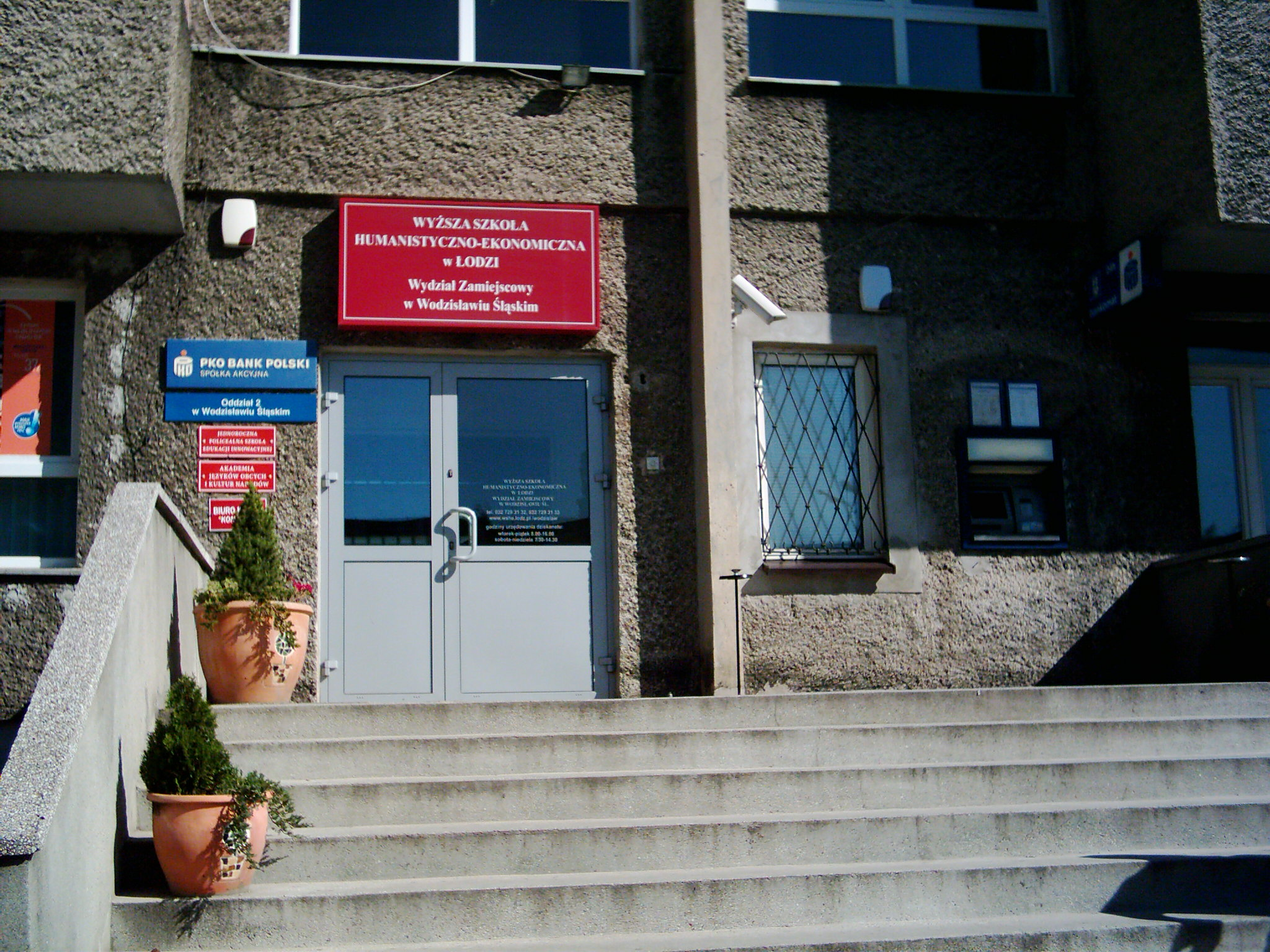
Wydział Zamiejscowy WSHE w Wodzisławiu

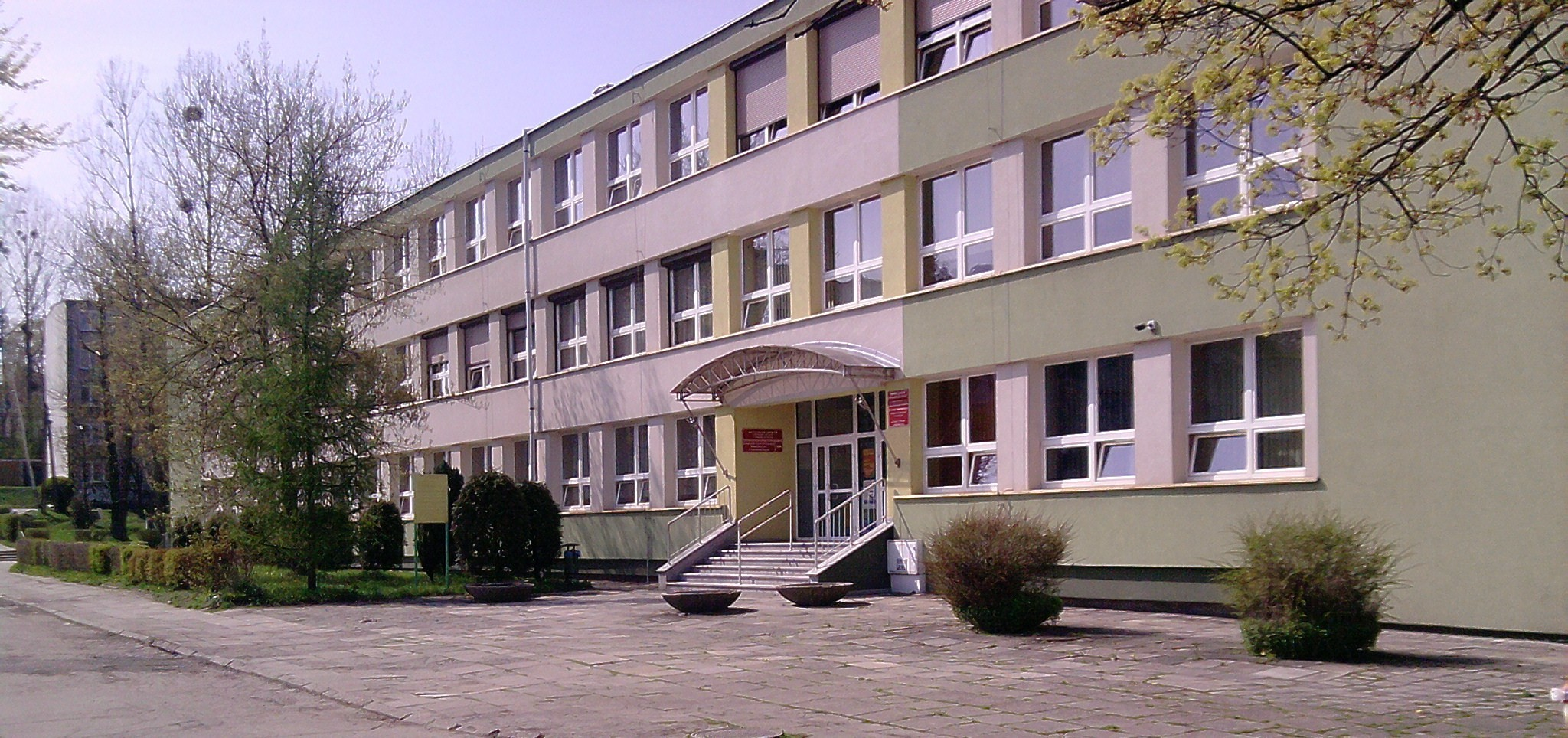
II LO im. ks. Tischnera w Wodzisławiu

  - 13 publicznych szkół podstawowych
- Szkoły ponadpodstawowe:
  - I Liceum Ogólnokształcące im. 14 Pułku Powstańców Śląskich
  - Zespół Szkół Ponadgimnazjalnych im. ks. prof. Józefa Tischnera
  - Zespół Szkół Technicznych
  - Powiatowe Centrum Kształcenia Zawodowego i Ustawicznego
  - Zespół Szkół Ekonomicznych
- Uczelnie
  - Akademia Górniczo-Hutnicza w Krakowie – Wydział Górnictwa i Geoinżynierii
  - Akademia Humanistyczno-Ekonomiczna w Łodzi – Wydział Zamiejscowy
- Inne
  - Państwowa Szkoła Muzyczna I stopnia im. Wojciecha Kilara w Wodzisławiu Śląskim
  - Ognisko Pracy Pozaszkolnej Nr 1
  - Nauczycielskie Kolegium Języków Obcych
  - Uniwersytet Trzeciego Wieku
  - Żłobek miejski

## Kultura

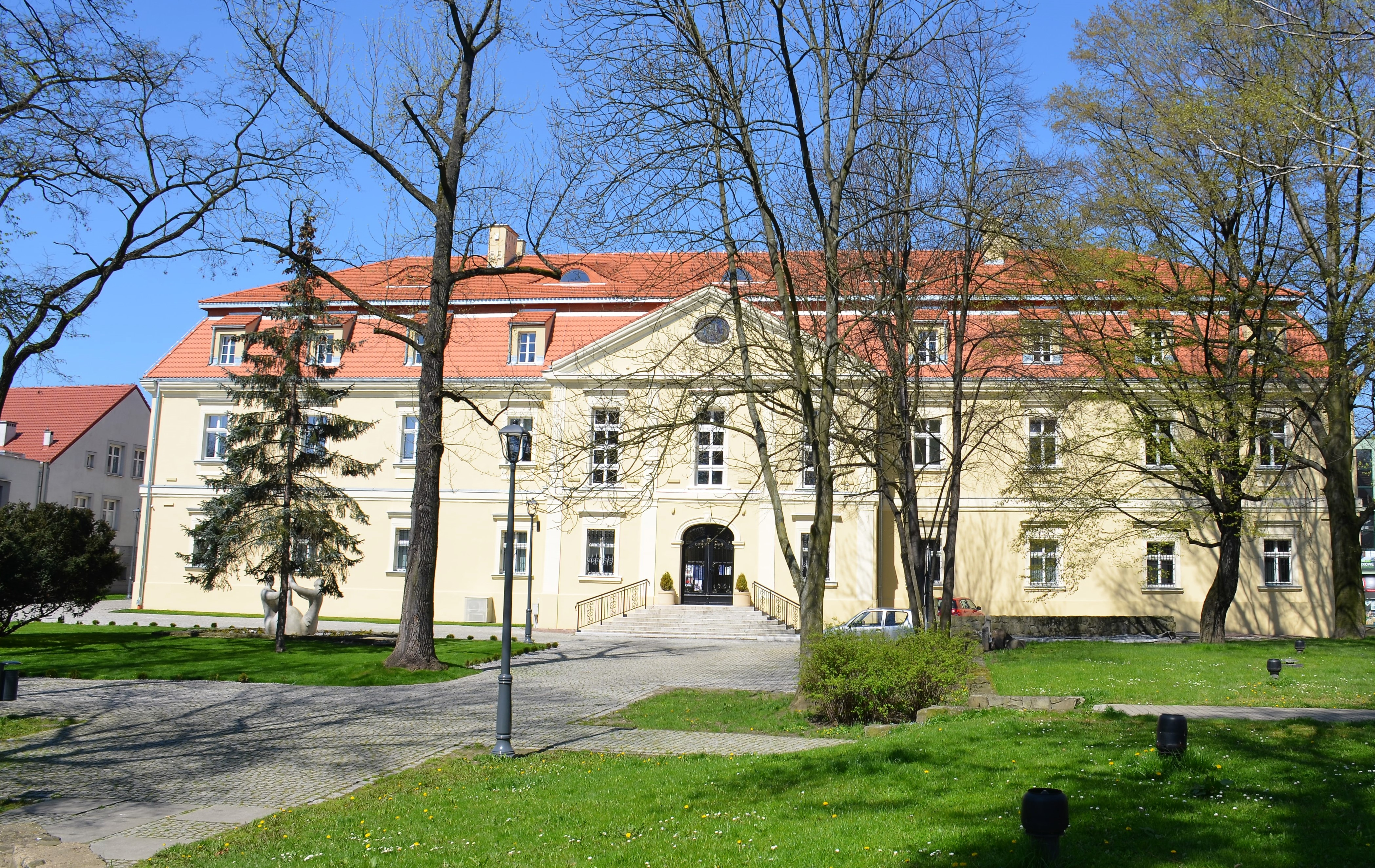
Pałac Dietrichsteinów z 1745 widok z Parku Zamkowego. Obecnie w pałacu funkcjonuje Muzeum.

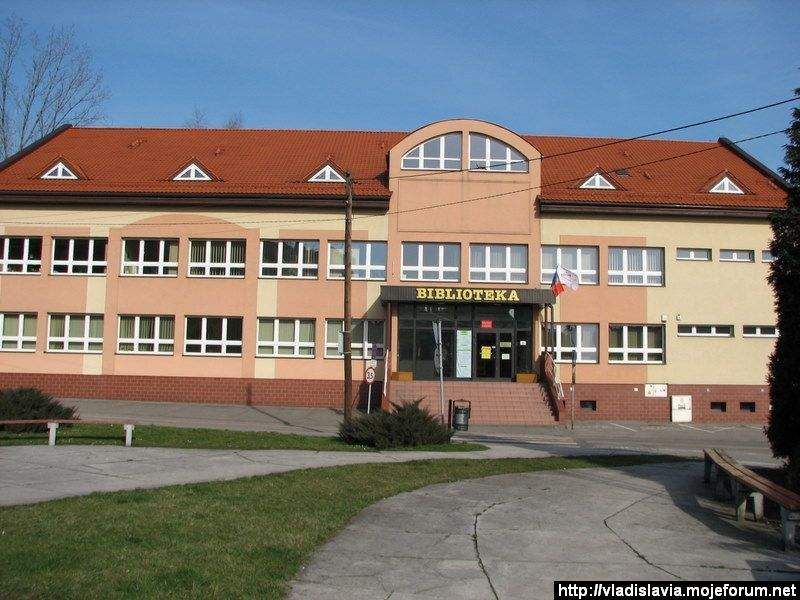
Miejska i Powiatowa Biblioteka Publiczna

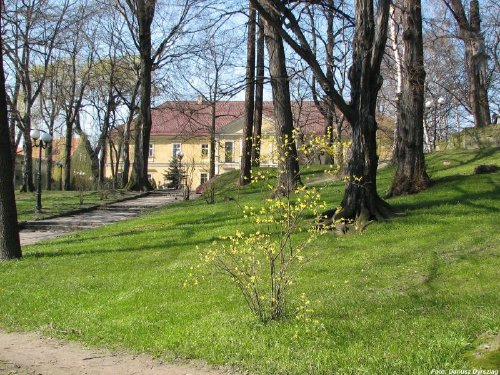
Park Zamkowy, w głębi budynek Pałacu

Życie kulturalne w Wodzisławiu Śląskim skupia się m.in. wokół ośrodka Wodzisławskiego Centrum Kultury (WCK), mającego swą siedzibę przy ulicy ks. Wilhelma Kubsza. Znane w całej Polsce są zespoły „Miraż”, „Spin” czy „Impuls”. W WCK działa kino miejskie. Ponadto z instytucji kulturalnych w Wodzisławiu istnieją m.in. muzeum miejskie, biblioteki: powiatowa i pedagogiczna oraz archiwum PAN. W Wodzisławiu Śląskim swoją siedzibę ma też Towarzystwo Miłośników Ziemi Wodzisławskiej.
- Biblioteki
  - Miejska i Powiatowa Biblioteka Publiczna, ul. Daszyńskiego 2 + 7 filii
  - Pedagogiczna Biblioteka Wojewódzka w Katowicach, os. 1 Maja
- Centra kultury
  - Wodzisławskie Centrum Kultury, Plac Gladbeck
- Galerie
  - „Art Wladislavia”
  - „Galeria NCE”
  - „Galeria Pod Fikusem” (MiPBP)
  - „Galeria Warto” (MiPBP Filia Nr 13)
- Kina
  - WCK „Pegaz”
  - WSHE „Zorza”
- Muzea
  - Muzeum Miejskie ul. W. Kubsza 2
  - „Sztolnia” przy Zespole Szkół Zawodowych ul. Gałczyńskiego

### Cykliczne imprezy kulturalne
- Dni Wodzisławia Śląskiego (lato)
- Dzień św. Wawrzyńca Patrona Miasta (10 sierpnia)
- „Najcieplejsze Miejsce Na Ziemi” – Festiwal reggae (lato)
- „Wodzisławski Jarmark Staroci” (pierwsze niedziele miesiąca)

## Sport

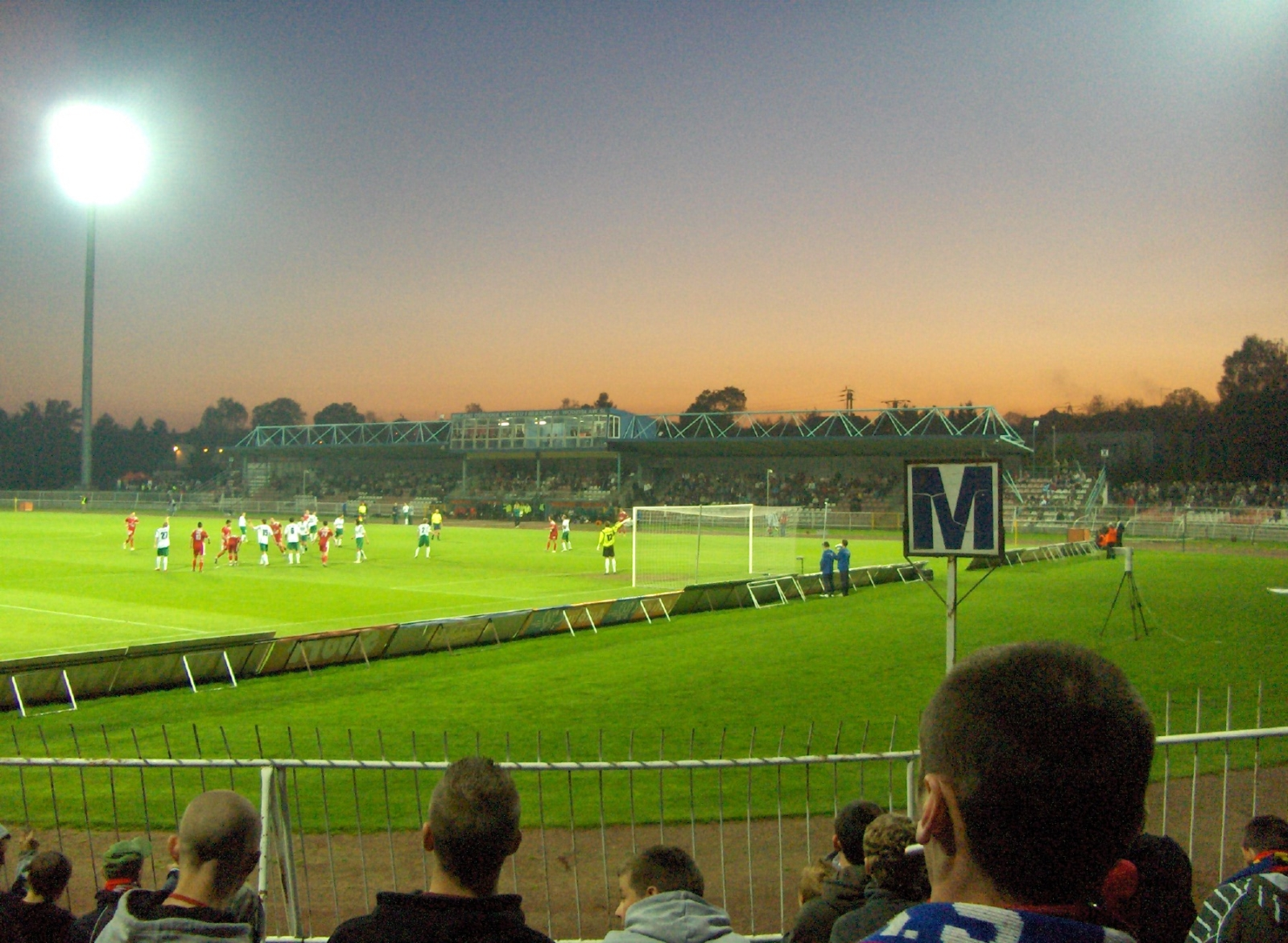
Mecz o mistrzostwo Ekstraklasy pomiędzy Odrą Wodzisław a Dyskobolią Grodzisk Wlp. w maju 2008

Wodzisław Śląski jest znanym w Polsce ośrodkiem piłkarskim. W latach 1996–2010 w Ekstraklasie występowała drużyna miejscowej Odry. Młodzież ma możliwość szkolenia również w kilku innych klubach piłkarskich działających na terenie miasta. Oprócz piłki nożnej w Wodzisławiu działają również kluby sportowe z innych dziedzin sportu np. koszykówki, siatkówki, judo czy biatlonu. Najwięcej sekcji sportowych posiada obecnie KS Wicher Wilchwy (piłka nożna, judo, szachy).

### Kluby i inne działalności
- „Odra” Wodzisław Śląski
- KSW „Boxing Odra” Wodzisław Śląski (boks, sporty walki)
- KS „25 Naprzód Kokoszyce” Wodzisław Śl. – Kokoszyce (piłka nożna)
- KS „Naprzód 46 Zawada” Wodzisław Śl.– Zawada (piłka nożna)
- KS „Wicher Wilchwy” Wodzisław Śl.– Wilchwy (piłka nożna, judo, szachy)
- WTS „Satori” Wodzisław Śląski (judo)
- ŻKK „Olimpia” Wodzisław Śląski (koszykówka kobiet)
- KB „Forma” Wodzisław Śląski (biegi)
- „Wodzisławska Szkoła Piłkarska” Wodzisław Śląski (piłka nożna)
- UKS „Strzał” Wodzisław Śląski (biathlon)
- MKS „Zorza” Wodzisław Śląski (siatkówka kobiet)
- MKS Wodzisław Śląski (koszykówka, biegi narciarskie)
- SWD Wodzisław Śląski (piłka nożna kobiet)
- Ballabushka Break Ball Wodzisław Śląski (bilard)

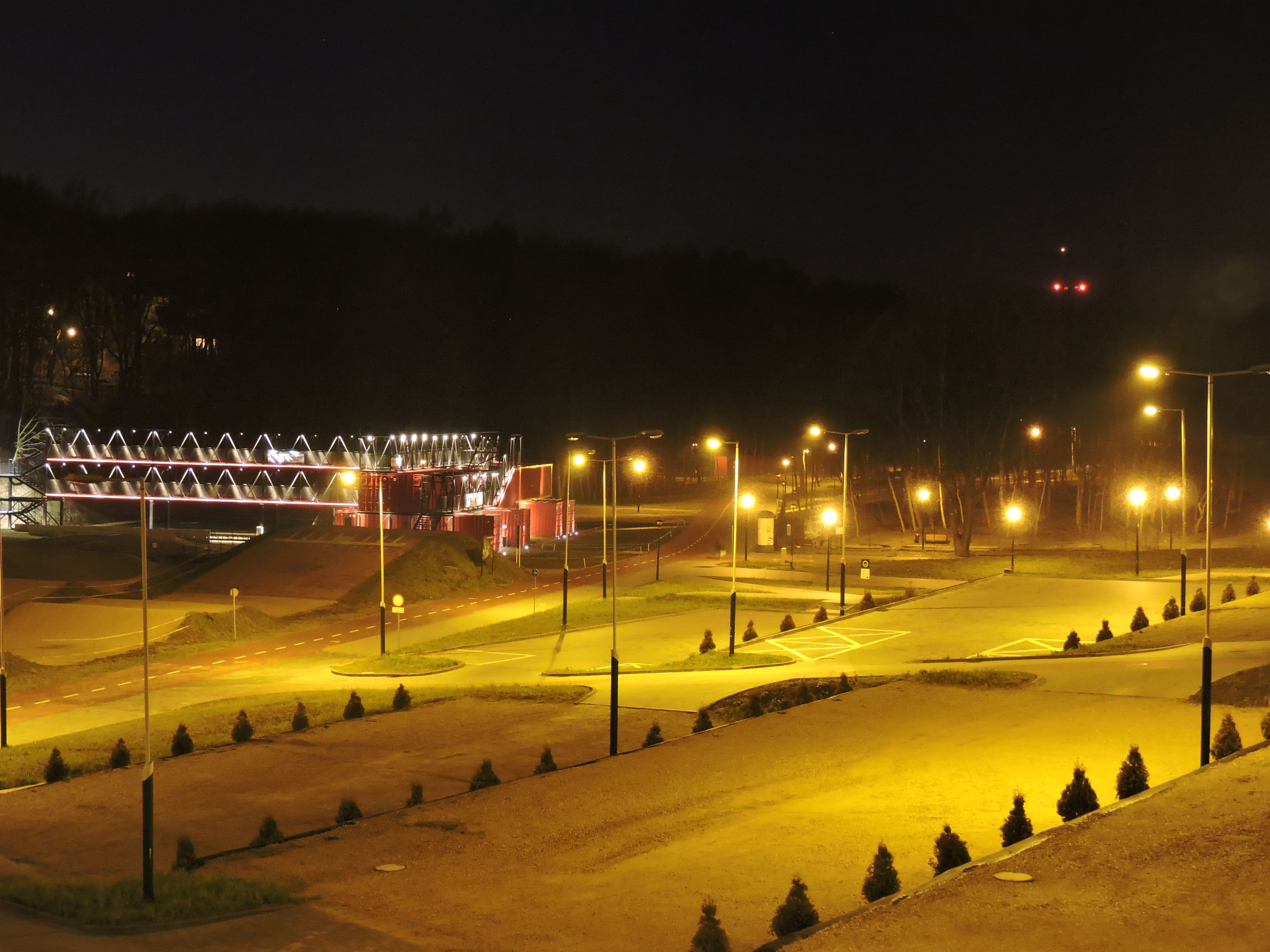
Park Trzy Wzgórza

### Obiekty sportowe

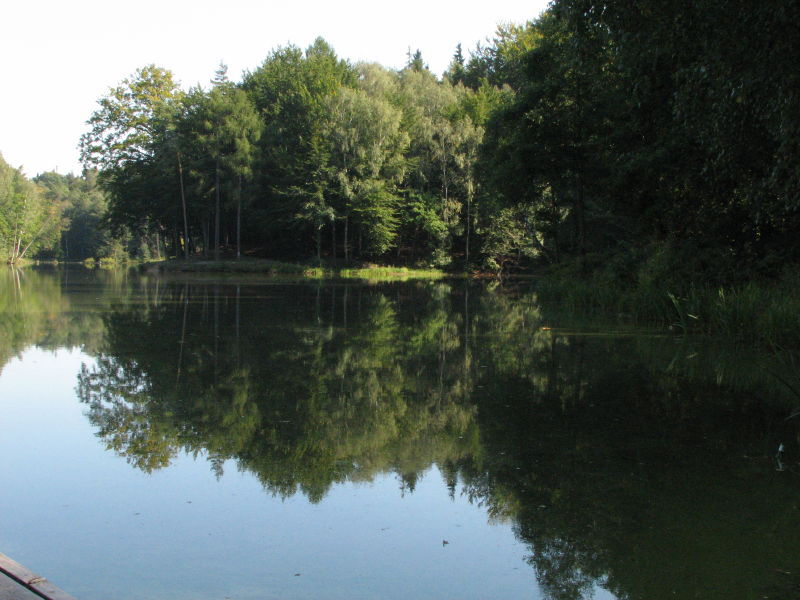
Kąpielisko „Balaton” na historycznym Grodzisku

- Stadion MOSiR Aleja (piłka nożna, lekka atletyka) ul. Bogumińska 8
  - Wodzisławskie Centrum Tenisa (tenis)
- Trzy Wzgórza (biathlon, lekka atletyka)
  - Biathlonowy Ośrodek Szkolenia Sportowego Młodzieży
- Gosław Sport Center (piłka nożna, jeździectwo, saneczkarstwo) ul. Żwirki i Wigury
  - Boiska Klubu Gosław Jedłownik
- Powiatowe Centrum Sportu (lekka atletyka, piłka nożna) ul. Pszowska 92
- Boisko MOSiR Centrum Blazy (piłka nożna) ul. Jastrzębska
- Boisko MOSiR Centrum (piłka nożna) ul. B. Chrobrego
- Boisko MOSIR Centrum (piłka nożna) ul. Skrzyszowska
- Boisko Orlik przy SP3 ul. Wojska Polskiego
- Boiska WSP Wodzisław Śląski (piłka nożna) ul. Słowiańska
- Basen miejski „Manta” Oś 1 Maja
- Kąpielisko „Balaton” ul. Bracka
- Ośrodek jazdy konnej Diecezji Katowickiej ul. Pałacowa

## Turystyka

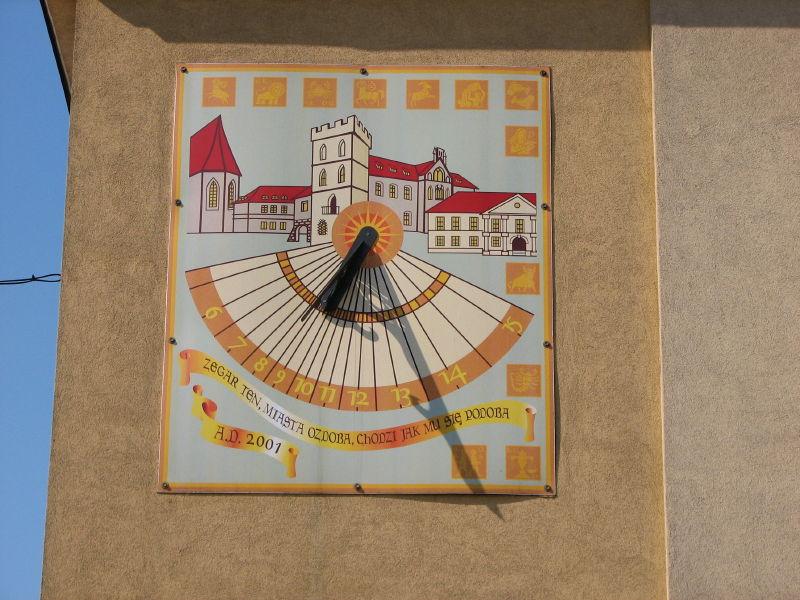
Zegar Słoneczny na jednej z kamienic na Rynku

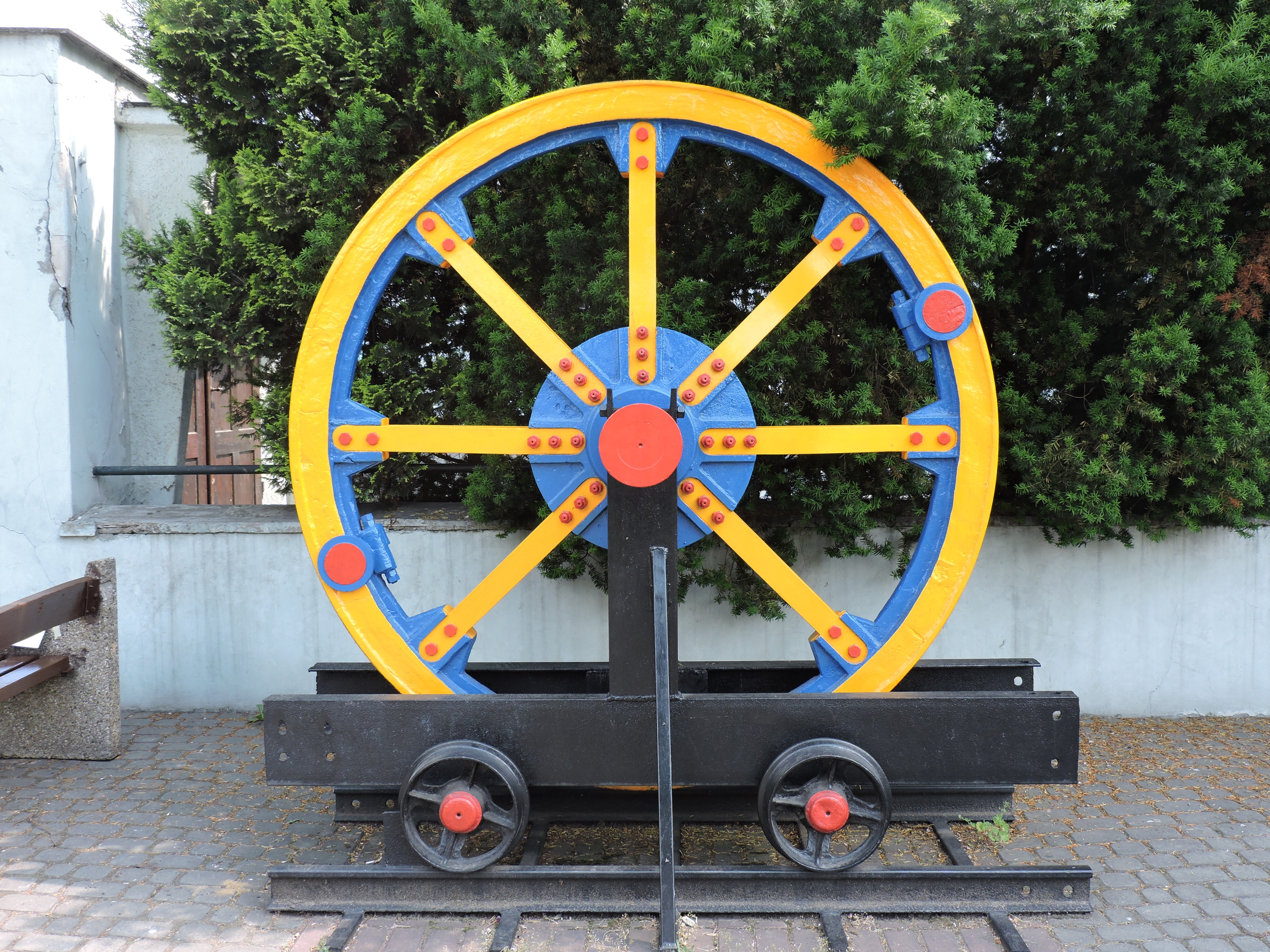
Koło wyciągowe szybu pamiątka po KWK 1 Maja

Informacja turystyczna znajduje się w holu Muzeum w Wodzisławiu Śl. przy ulicy Kubsza 2.
Atrakcje turystyczne:
- zabytki historyczne miasta (zobacz wyżej)
- kąpielisko „Balaton” w lesie na historycznym Grodzisku, wraz z najdłuższą na Śląsku kolejką tyrolską i parkiem linowym.
- szkoleniowa sztolnia górnicza przy ul. Gałczyńskiego (jedyna w Polsce)
- obelisk wyznaczający przebieg 50 równoleżnika szerokości geograficznej, obok Urzędu Miasta.
- zegar słoneczny na rynku
- Muzeum w Wodzisławiu
- Rodzinny Park Rozrywki Trzy Wzgórza

### Hotele

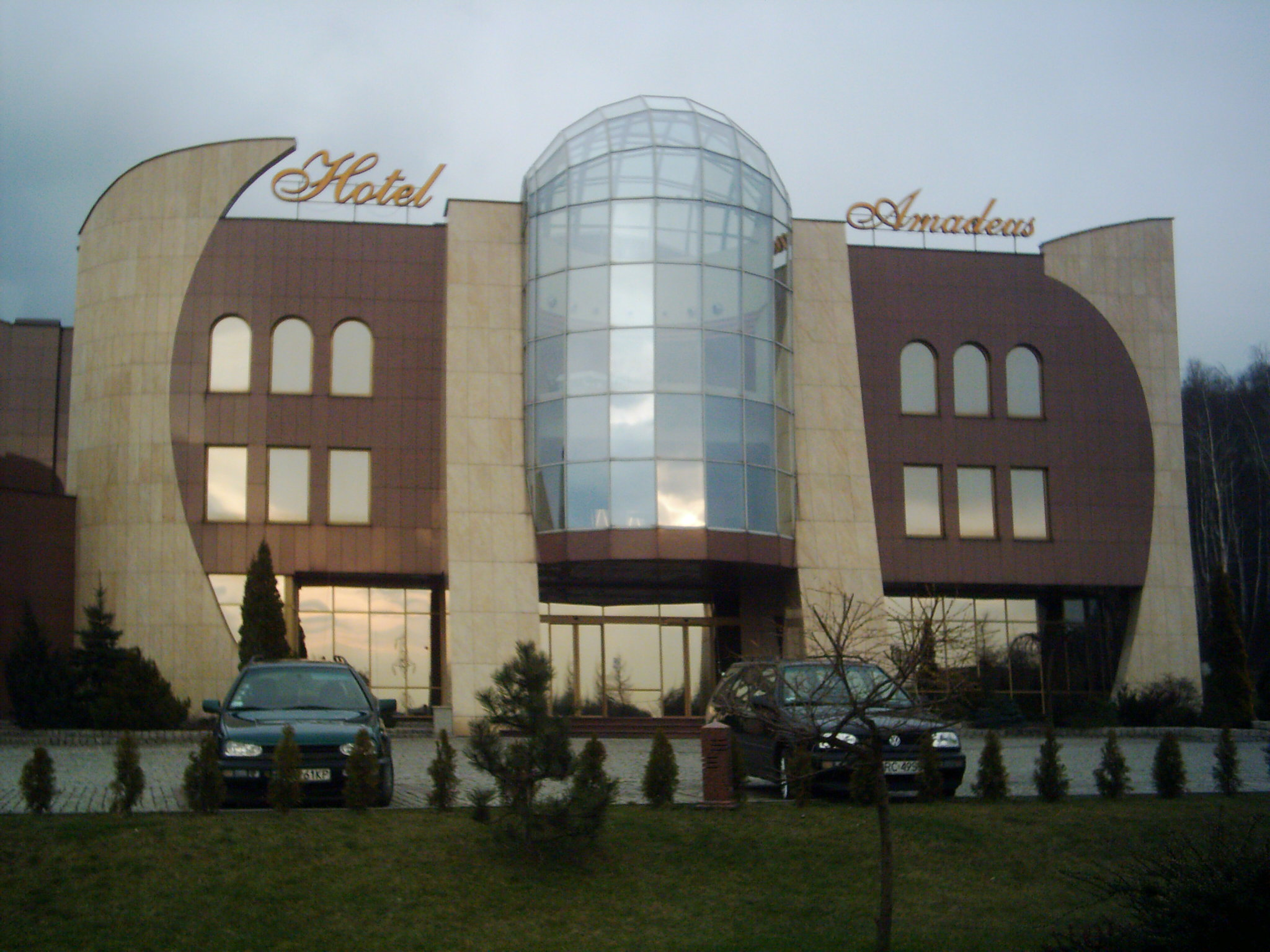
Hotel Amadeus w Wodzisławiu

| Nazwa                  | Restauracja | Liczba gwiazdek | Adres              |
| ---------------------- | ----------- | --------------- | ------------------ |
| Amadeus                | Tak         | 4               | ul. Jastrzębska 9  |
| Leśniczówka            | Tak         | brak            | ul. Marklowicka 21 |
| Gościniec Wodzisławski | Tak         | brak            | ul. Bogumińska 46  |
| Ostrawa                | Tak         | 3               | ul. Kubsza 28      |

### Szlaki
Szlak Jankowicki (15,3 km)

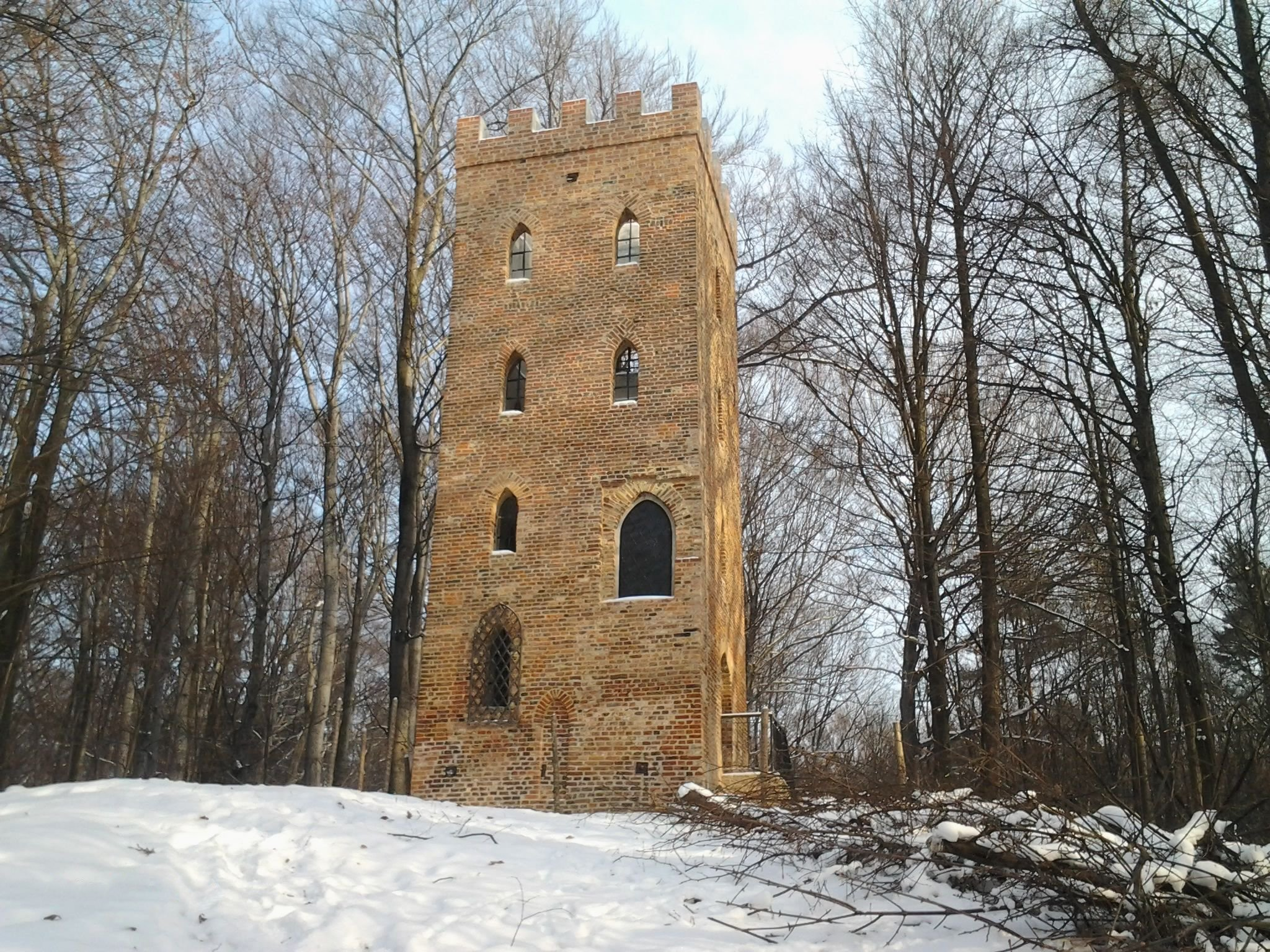
Baszta Rycerska w lesie na historycznym Grodzisku

- Trasa: Wodzisław Śląski – Jankowice Rybnickie

 Szlak Ewakuacji Więźniów Oświęcimskich (91 km)
- Trasa: Oświęcim – Wodzisław Śląski

### Szlaki rowerowe
316Y – Trasa Powiatu Wodzisławskiego (52 km)
- Trasa: Wodzisław Śląski – Lubomia – Olza

 317 – Trasa z Raciborza do Radlina (16,5 km)
- Trasa: Racibórz – Kornowac – Pszów – Wodzisław Śląski – Radlin

 317S – Trasa Lokalna (3,7 km)
- Trasa: Pszów – Zawada

 324 – Trasa Miasta Wodzisław Śląski do Karwiny (25,5 km)
- Trasa: Wodzisław Śląski – Mszana – Gołkowice – Karwina

## Wspólnoty wyznaniowe

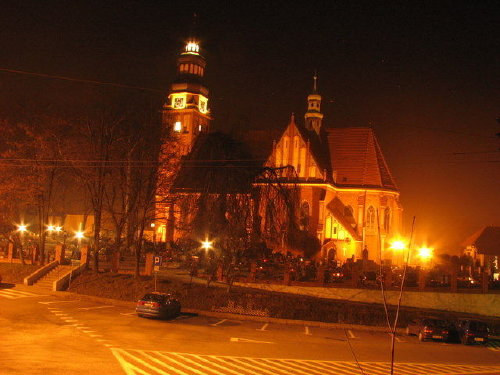
Kościół WNMP, Widok w nocy

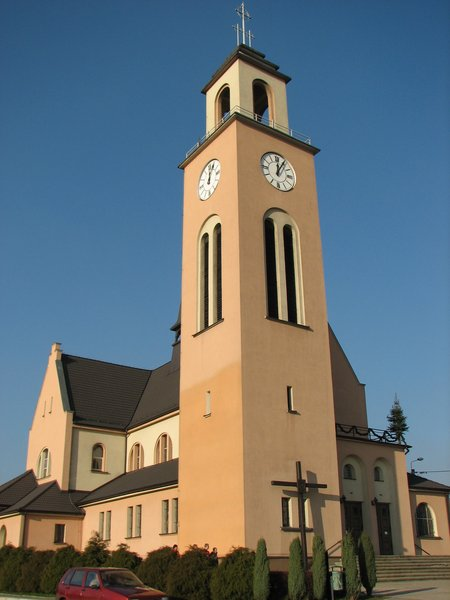
Jedłownicki Kościół Parafialny

### Katolicyzm
- Kościół rzymskokatolicki:
  - Dekanat Wodzisław Śląski[42]:
    - parafia Ducha Świętego
    - parafia MB Częstochowskiej (Wilchwy)
    - parafia MB Wszechpośredniczki Łask i Św. Antoniego z Padwy (Jedłownik)
    - parafia św. Herberta
    - parafia św. Izydora (Radlin)
    - parafia św. Marii Magdaleny (Radlin)
    - parafia św. Wawrzyńca (Wilchwy 1 Maja)
    - parafia Podwyższenia Krzyża Świętego
    - parafia Wniebowzięcia NMP (fara)

  - Dekanat Pszów[43]:
    - parafia Niepokalanego Serca Maryi (Kokoszyce)
    - parafia Podwyższenia Krzyża Świętego (Zawada)

W mieście znajduje się Archidiecezjalny Dom Rekolekcyjny.

### Protestantyzm
- Chrześcijańska Wspólnota Ewangeliczna:
  - placówka misyjna w Wodzisławiu Śląskim[44]
- Ewangeliczny Kościół Chrześcijański:
  - parafia w Wodzisławiu Śląskim[45]
- Kościoły Lokalne:
  - Zbór w Wodzisławiu Śląskim[46]
- Kościół Ewangelicko-Augsburski w RP:
  - Parafia Ewangelicko-Augsburska w Wodzisławiu Śląskim[47]
- Kościół Ewangelicznych Chrześcijan:
  - zbór w Wodzisławiu Śląskim[48]
- Kościół Zielonoświątkowy:
  - zbór „Filadelfia”[49]
- Mesjańskie Zbory Boże (Dnia Siódmego):
  - zbór w Wodzisławiu Śląskim[50]

### Świadkowie Jehowy
Trzy zbory Świadków Jehowy:
- zbór Nowe Miasto
- zbór XXX-lecia
- zbór Zachód

## Służby ratownicze oraz służba zdrowia
- Pogotowie ratunkowe

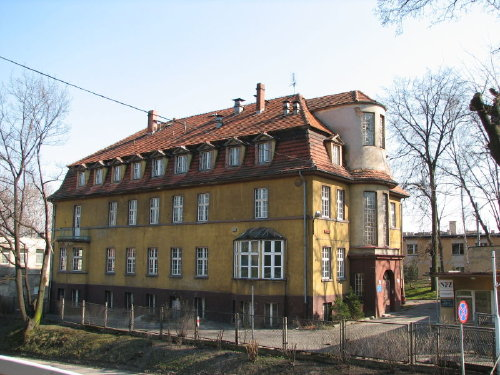
Budynek byłego Szpitala Miejskiego nr 2 obecnie Powiatowy Specjalistyczny Ośrodek Wsparcia dla Ofiar Przemocy w Rodzinie

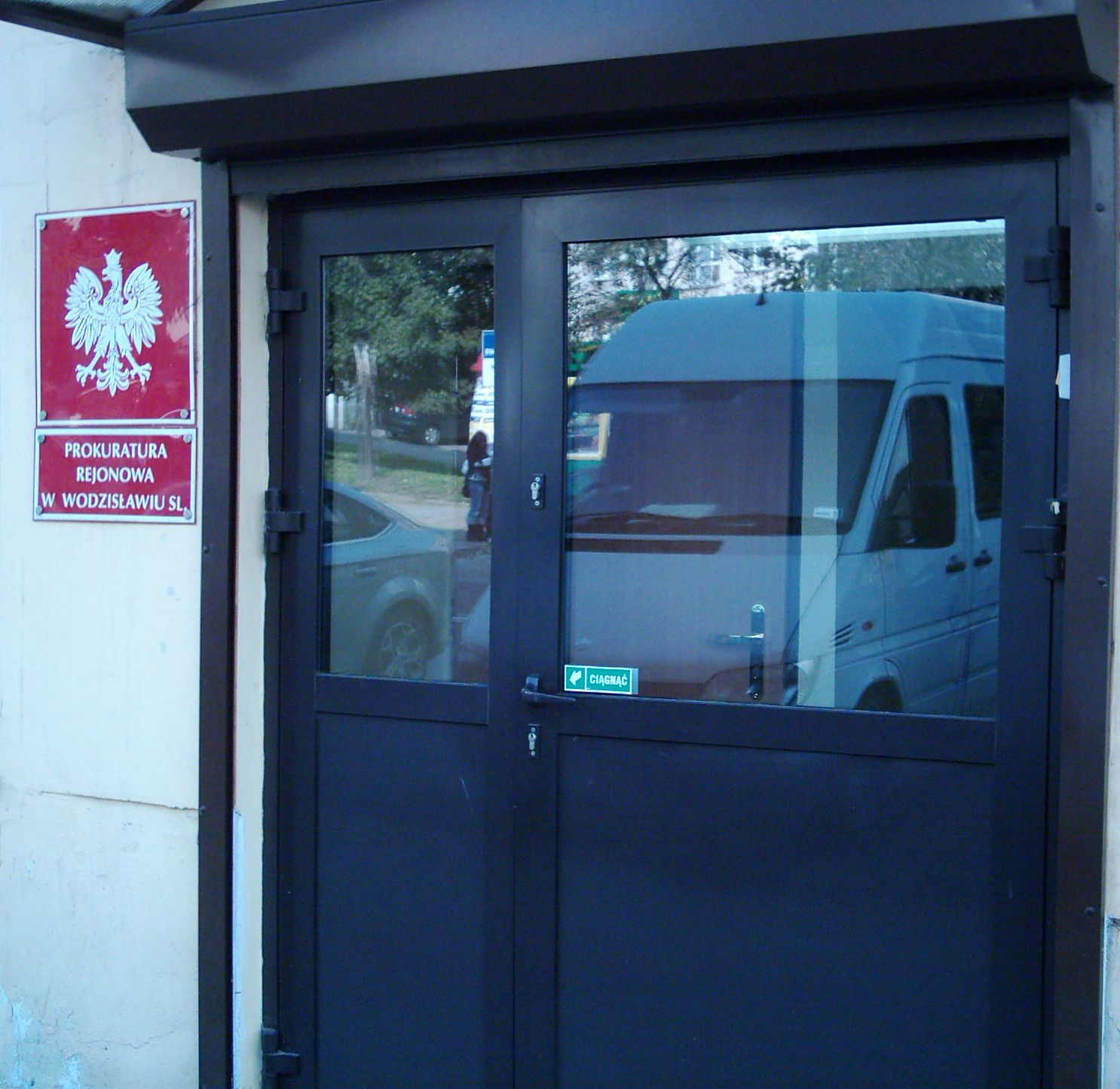
Prokuratura Rejonowa przy ulicy Kubsza 28B

  - Stacja Pogotowia Ratunkowego Wodzisław Śląski
- Państwowa Straż Pożarna
  - Komenda Powiatowa PSP w Wodzisławiu Śląskim
    - Jednostka Ratowniczo-Gaśnicza Wodzisław Śląski
- Ochotnicza Straż Pożarna
  - Ochotnicza Straż Pożarna Kokoszyce
  - Ochotnicza Straż Pożarna Radlin II
  - Ochotnicza Straż Pożarna Zawada
  - Ochotnicza Straż Pożarna Turzyczka
  - Ochotnicza Straż Pożarna Jedłownik
- Policja
  - Komenda Powiatowa Policji w Wodzisławiu Śl.
- Straż Miejska
  - Straż Miejska w Wodzisławiu Śl
- Zespół Opieki Zdrowotnej w Wodzisławiu Śl.
  - Szpital Powiatowy w Wodzisławiu Śląskim
  - Zespół przychodni specjalistycznych
- Wodzisławskie Centrum Sercowo-Naczyniowe
- Wojewódzki Szpital Chorób Płuc im. dr. Alojzego Pawelca
- Okręgowa Stacja Ratownictwa Górniczego w Wodzisławiu Śl.
- Powiatowa Stacja Sanitarno-Epidemiologiczna w Wodzisławiu Śl.
- Inspekcja Transportu Drogowego, Oddział w Wodzisławiu Śląskim

## Polityka

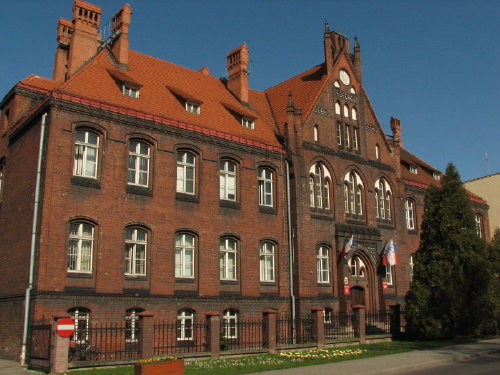
Budynek sądu grodzkiego, obecnie siedziba urzędu miasta

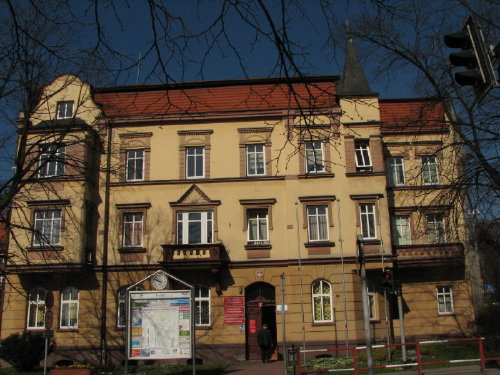
Budynek Starostwa Powiatowego

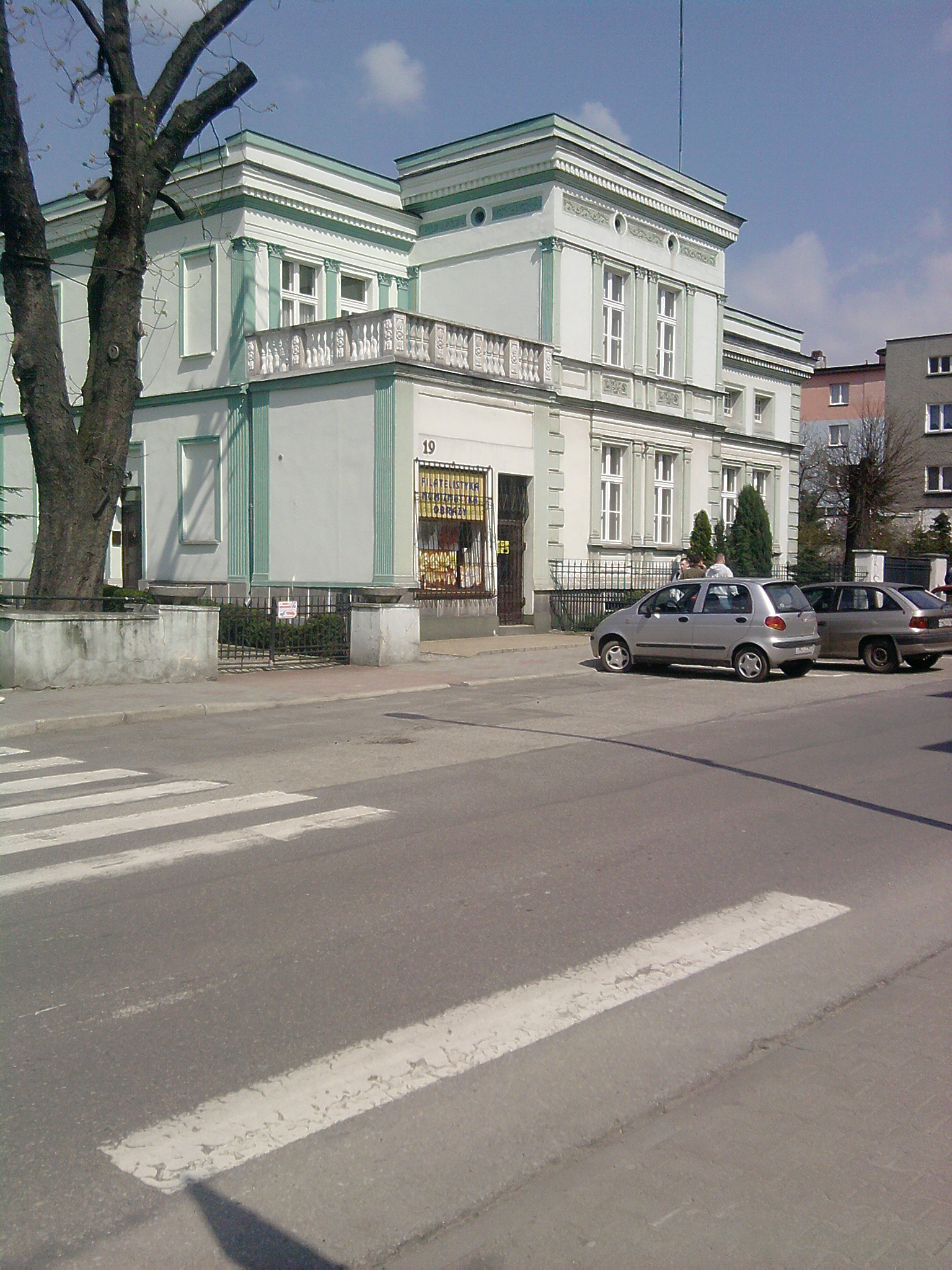
Kamienica z końca XIX w.

Obecnym prezydentem miasta Wodzisław Śląski jest Mieczysław Kieca (KW SNW). Najważniejsze stanowisko we władzach Wodzisławia Śląskiego było na przestrzeni lat różnie nazywane – burmistrzami, następnie po reformie administracyjnej z 1 czerwca 1975 nadano określenie prezydent miasta, które jest w używane do dziś ze względu że miasto osiągnęło liczbę 100 tys. mieszkańców. Prezydent Miasta Wodzisławia Śląskiego jest organem wykonawczym, wybieranym na 5-letnią kadencję w wyborach bezpośrednich.
Na podstawie nowej ordynacji – „Ustawy o miastach” w dniu 22 lutego 1809 odbyły się w Wodzisławiu pierwsze wybory do rady miasta.
W skład Rady Miasta wchodzi 23, wybieranych w wyborach bezpośrednich radnych. W 2002, po nowelizacji Ustawy o samorządzie lokalnym rada miasta utraciła prawo wyboru prezydenta
| Ugrupowanie                      | Kadencja 2002−2006 | Kadencja 2006−2010 | Kadencja 2010–2014 | Kadencja 2014–2018 | Kadencja 2018–2024 | Kadencja 2024–2029 |
| -------------------------------- | ------------------ | ------------------ | ------------------ | ------------------ | ------------------ | ------------------ |
| Sojusz Lewicy Demokratycznej     | 2 (SLD-UP)         | –                  | –                  | –                  | –                  | –                  |
| Wspólnota Ludzi Dobrej Woli      | 6                  | 4                  | 3                  | –                  | –                  | –                  |
| MKS „Odra” Wodzisław Śląski      | 5                  | 4                  | –                  | –                  | –                  | –                  |
| Ruch Rozwoju Miasta              | 3                  | 2                  | 2                  | –                  | –                  | –                  |
| Wodzisławianie Dla Miasta        | 4                  | 2                  | –                  | –                  | –                  | –                  |
| Nie Pozostańmy Obojętni          | 3                  | 4                  | –                  | –                  | –                  | –                  |
| Prawo i Sprawiedliwość           | –                  | 3                  | 4                  | 1                  | 6                  | 6                  |
| Demokracja i Samorządność        | –                  | 2                  | –                  | –                  | –                  | –                  |
| Platforma Obywatelska            | –                  | –                  | 3                  | –                  | –                  | –                  |
| Koalicja Obywatelska             | –                  | –                  | –                  | –                  | –                  | 6                  |
| Wodzisławianie – Ku Przyszłości  | –                  | –                  | 2                  | –                  | –                  | –                  |
| Inicjatywa Samorządowa Obywateli | –                  | –                  | 4                  | –                  | –                  | –                  |
| Nasz Wodzisław                   | –                  | –                  | 2                  | 14                 | 8                  | 2                  |
| Wodzisław Śląski – Nasze Miasto  | –                  | –                  | 1                  | –                  | –                  | –                  |
| Wspólnota Samorządowa            | –                  | –                  | –                  | 6                  | 3                  | 4                  |
| "Zgoda i Rozwój"                 | –                  | –                  | –                  | –                  | 2                  | –                  |
| Głos Pokoleń                     | –                  | –                  | –                  | –                  | 1                  | 1                  |
| Wodzisław 2.0                    | –                  | –                  | –                  | –                  | 1                  | 2                  |

### Miasta partnerskie
Źródło: oficjalna strona miasta
| Państwo | Miasto      | Data podpisania porozumienia |
| ------- | ----------- | ---------------------------- |
| Czechy  | Karvina     | 1954                         |
| Francja | Sallaumines | 1990                         |
| Niemcy  | Gladbeck    | 27 października 1990         |
| Turcja  | Alanya      | 14 czerwca 2002              |
| Włochy  | Fondi       | 2004                         |
| Rumunia | Siret       | 2011                         |
| Armenia | Artik       | 2017                         |

## Media

### Telewizja
Telewizja poruszająca tematy o charakterze lokalnym to przede wszystkim program TVP3 Katowice, TVSilesia oraz Telewizja TVT.

### Radio
Rejon powiatu wodzisławskiego, obejmują swym zasięgiem dwie rozgłośnie nadające program lokalny: Radio 90 FM oraz Radio Vanessa.

### Prasa
| Nazwa                           | Typ                              | Adres                         | Uwagi                                         |
| ------------------------------- | -------------------------------- | ----------------------------- | --------------------------------------------- |
| „Herold Wodzisławski”           | historyczno-społeczno-kulturalny | Wodzisław Śląski ul. Rynek 20 | półrocznik                                    |
| „Nowiny”                        | informacyjna                     | Rybnik ul. Wyzwolenia 10      | tygodnik                                      |
| „Nowiny Wodzisławskie”          | informacyjna                     | Racibórz ul. Zborowa 4        | tygodnik                                      |
| „Wodzisław Śląski Nasze Miasto” | informacyjna                     | Rybnik ul. Sobieskiego 15     | tygodniowy dodatek do „Dziennika Zachodniego” |

## Literatura
1. Johann Georg Knie, Alphabethisch-Statistisch-Topographische Uebersicht aller Dörfer, Flecken, Städte und andern Orte der Königl. Preuß. Provinz Schlesien ..., Breslau: Graß, Barth und Comp., 1830, OCLC 751379865 (niem.).
2. Felix Triest, Topographisches Handbuch von Oberschlesien., Breslau: Wilh. Gottl. Korn, 1864–1865, OCLC 315739117 (niem.), Erste Hälfte, Zweite Hälfte.